# Brunsbüttel

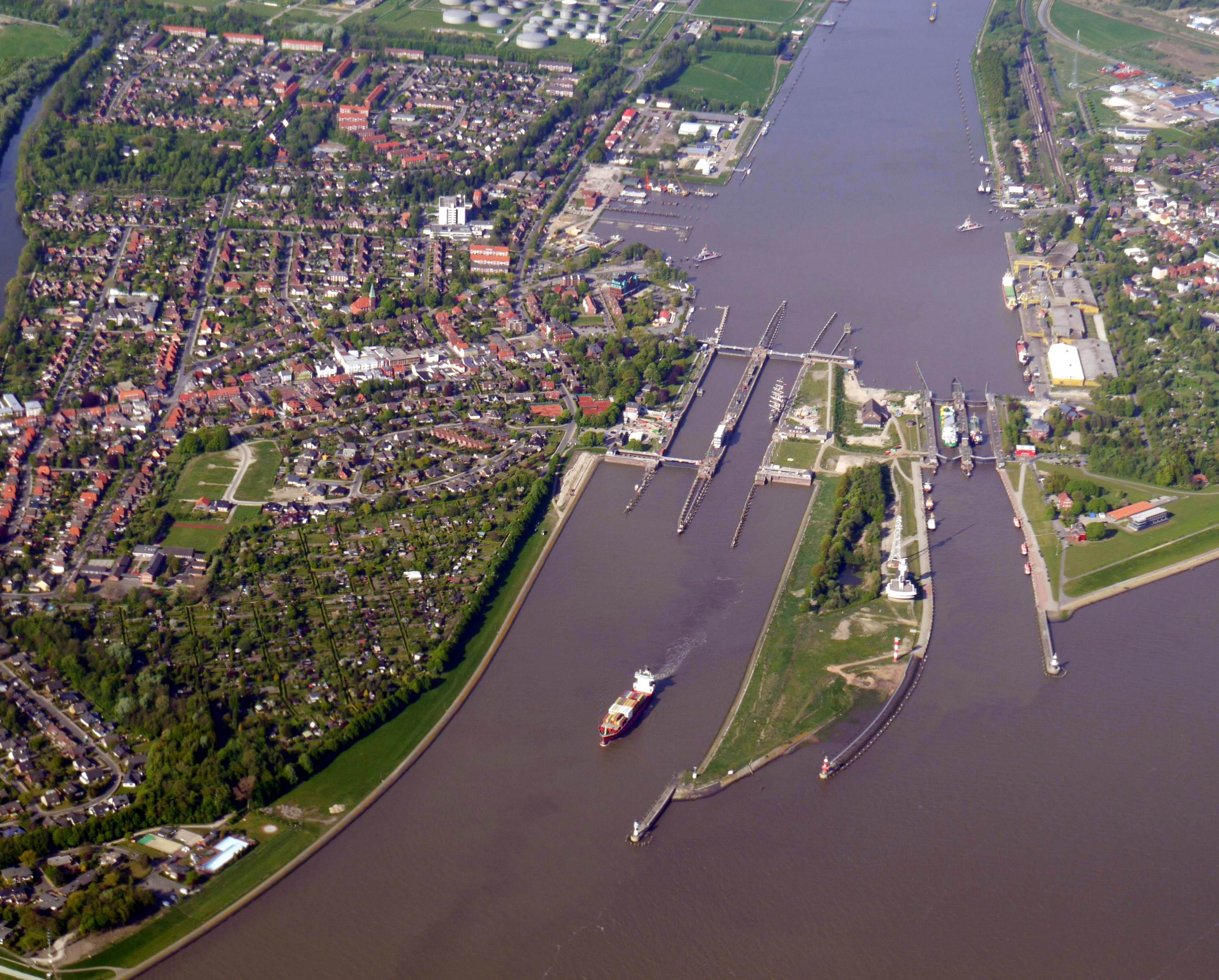
Von der Elbe durch die Schleusen in den Nord-Ostsee-Kanal

Brunsbüttel [ˈbrʊnsbʏtl] (niederdeutsch: Bruunsbüddel) ist eine Industrie- und Hafenstadt im Kreis Dithmarschen in Schleswig-Holstein. Brunsbüttel liegt an der Mündung des Nord-Ostsee-Kanals in die Elbe und ist Standort eines Seehafens. Bekannt ist die Kleinstadt vor allem durch das inzwischen stillgelegte Kernkraftwerk Brunsbüttel und die Schleusenanlagen des Nord-Ostsee-Kanals.
Im Jahr 1948 erhielt Brunsbüttelkoog das Stadtrecht. Brunsbüttel steht nach der Vereinigung mit Brunsbüttelkoog und weiteren Gemeinden im Jahr 1970 heute flächenmäßig hinter Lübeck, Fehmarn, Kiel und Neumünster auf Platz fünf der Städte Schleswig-Holsteins.

## Geografie

### Geografische Lage
Brunsbüttel liegt auf einem eingedeichten Stück Marschland beim Übergang der Naturräume Dithmarscher Marsch (Haupteinheit Nr. 684) und Holsteinische Elbmarschen (Nr. 671) auf dem nördlichen Ufer der Unterelbe. Das Stadtgebiet weist kaum natürliche Erhebungen auf und befindet sich nur wenig über dem mittleren Meeresspiegel. Durch den Aushub des Nord-Ostsee-Kanals (1887–1895) und später beim Bau der neuen Schleusen (1908–1914) entstanden mehrere Erdhügel (Wurten), auf denen sich heute die höher liegenden Stadtteile befinden. Das Stadtgebiet wird von verschiedenen, teils wirtschaftlich bedeutenden, Wasserwegen durchzogen.

#### Elbe
Brunsbüttel liegt etwa bei Stromkilometer 695. Die Unterelbe beginnt westlich von hier, ihren Mündungstrichter zum Übergang in die Helgoländer Bucht der Nordsee auszubilden. Bei Brunsbüttel ist der Strom rund 3 km breit. Die Gezeiten führen am Ort zu einem Tidenhub von etwa 2½ bis 3 m. Teile des Neufelder Watts und der Unterelbe bis zur Strommitte sind Teil des europäischen NATURA 2000-Schutzgebietes FFH-Gebiet Schleswig-Holsteinisches Elbästuar und angrenzende Flächen.

#### Nord-Ostsee-Kanal
Der 1895 eingeweihte Nord-Ostsee-Kanal beginnt in Brunsbüttel (Kanal-Km 0) und mündet nach ca. 99 km in Kiel-Holtenau in die Ostsee (Kieler Förde). Er teilt die Stadt in einen östlichen (genannt Brunsbüttel-Süd) und einen westlichen Teil (genannt Brunsbüttel-Nord).

#### Braake

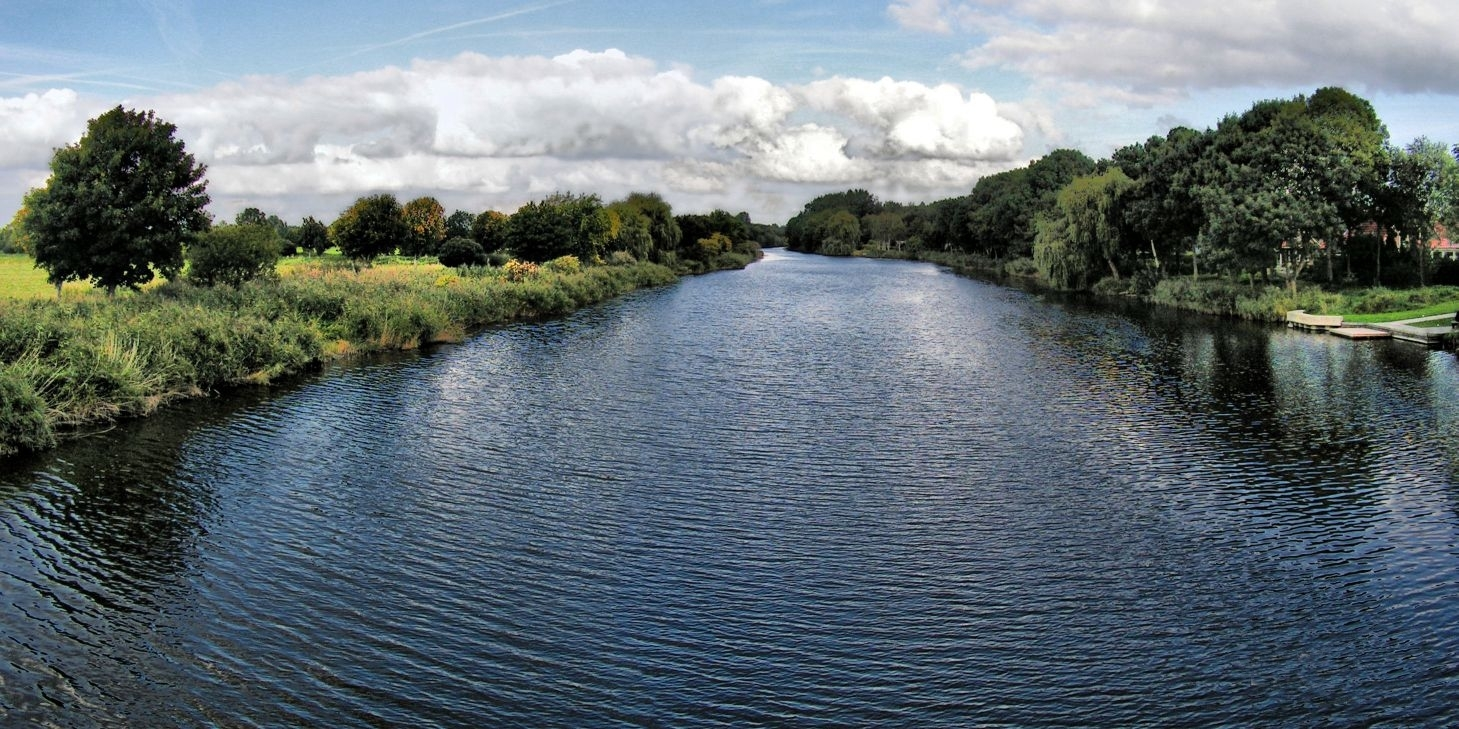
Braake, Blick nach Norden

Die Braake ist beim Bruch des Elbdeiches bei der Weihnachtsflut 1717 entstanden. Braake bedeutet niederdeutsch Bruch oder gebrochen. Sie dient heute als Vorfluter zur Sammlung und Ableitung von Oberflächenwasser und wird durch ein Schöpfwerk in die Elbe entwässert. Die Braake nimmt im Brunsbütteler Stadtgebiet weitere Oberflächengewässer auf (Sprante, Helser-Kattrepeler Fleet) und erreicht eine Breite von bis zu 52 m. Sie wird vom örtlichen Angelverein genutzt und wurde in jüngster Vergangenheit für die Freizeitgestaltung erschlossen: Tennisplatzanlage, Betrieb von Schiffsmodellen, Bürgerpark, Hunde-Freilaufgelände.

### Stadtgliederung
Folgende Ortsteile gehören zur Stadt Brunsbüttel:
- Brunsbüttel-Nord
- Brunsbüttel-Ort
- Brunsbüttel-Süd
- Blangenmoor-Lehe
- Mühlenstraßen
- Osterbelmhusen
- Ostermoor
- Westerbelmhusen
- Westerbüttel

### Nachbarstädte und größere Nachbarorte
| Marne 10 km       | Heide, Husum 33 km, 65 km                   | Burg, Kiel 13 km, 80 km                       |
| Cuxhaven 29 km    | Kompassrose, die auf Nachbargemeinden zeigt | Wilster, Itzehoe, Lübeck 15 km, 24 km, 101 km |
| Bremerhaven 53 km | Hemmoor, Bremen 23 km, 95 km                | Glückstadt, Hamburg 22 km, 68 km              |

(alle Angaben als Luftlinienentfernung)

## Geschichte

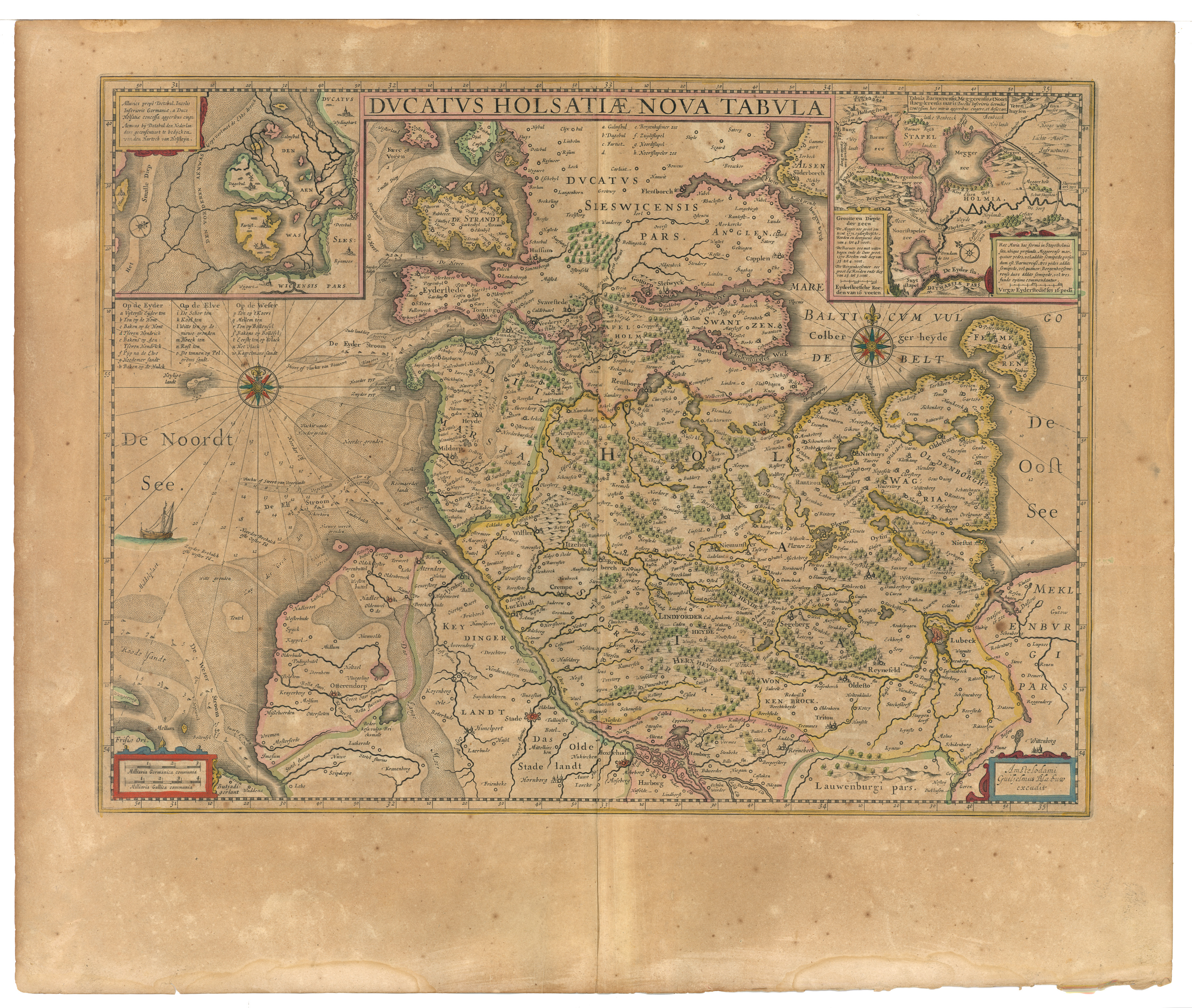
„Brunsbüttel“ 1645 im Atlas Maior von Blaeu

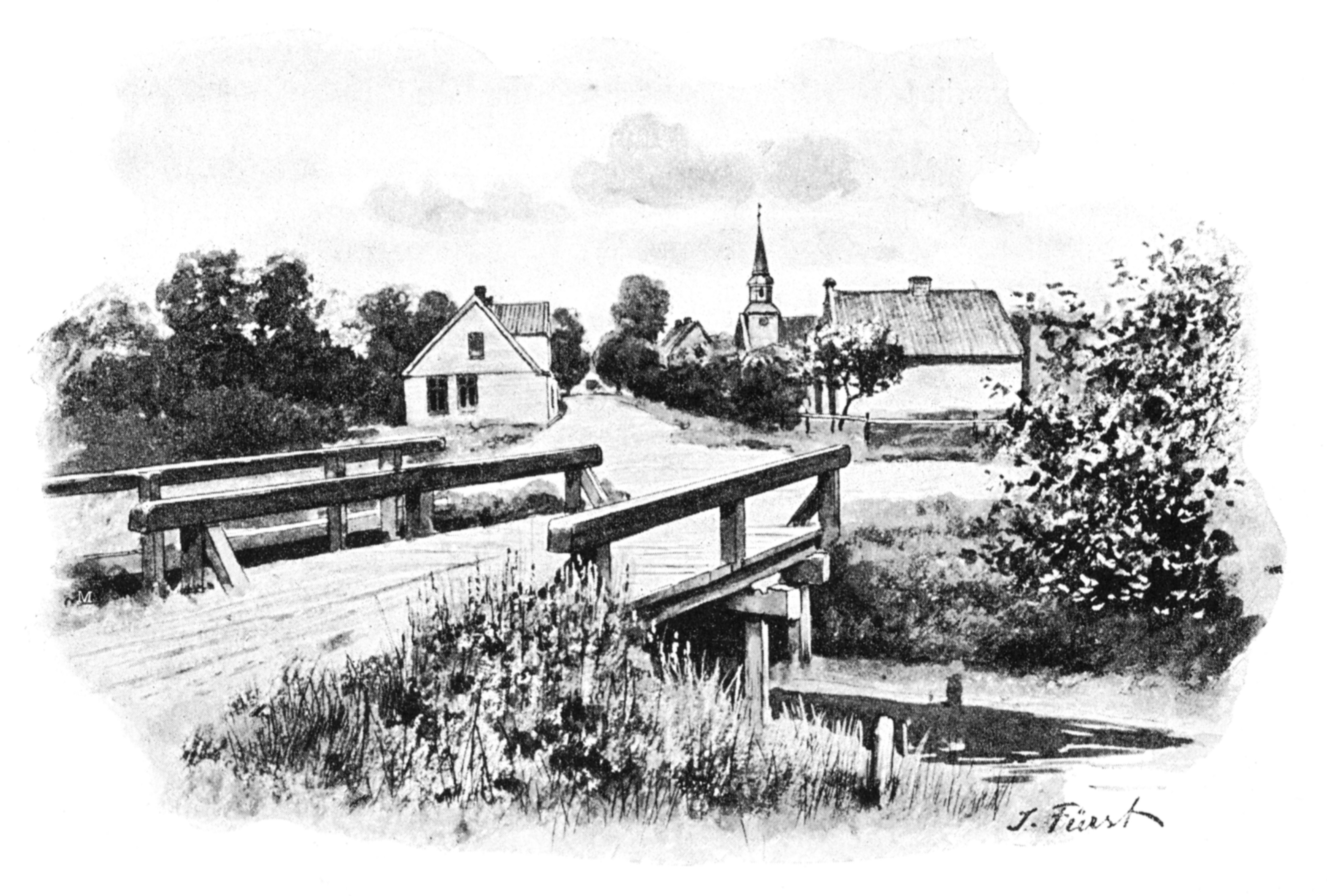
Brunsbüttel um 1895

Die älteste schriftliche Erwähnung des Ortes Brunesbutle findet sich in einer Urkunde vom 14. Juli 1286. Darin gelobten die Bürger von Brunsbüttel ihrem Lehnsherrn, dem Erzbischof von Bremen Giselbert von Brunkhorst, Hamburger Kaufleute nicht mehr zu berauben, d. h. nicht mehr dem Strandraub nachzugehen. Brunesbutle hatte bereits einen Vorgänger, das um 1140 urkundlich erwähnte Kirchspiel Uthaven, das im 13. Jahrhundert durch Sturmfluten unterging.
Die Lage direkt an der Elbe brachte ständige Gefährdung mit sich. Bei der Allerheiligenflut 1532 verlor das benachbarte Kirchspiel Süderhusen die Hälfte seiner Ländereien, 1566 musste es ganz aufgegeben werden. Im Dreißigjährigen Krieg wurde das nunmehr direkt hinter dem Deich liegende Brunsbüttel zur Festung mit einem bis zur Elbe reichenden Wassergraben ausgebaut. Um die kaiserlichen Truppen aufzuhalten, wurden 1626 Deiche durchstochen. Nach weiteren Landverlusten und Rückdeichungen wurde der Flecken Brunsbüttel schließlich 1656 teilweise und 1674 gänzlich ausgedeicht und die Siedlung landeinwärts verlegt. Im Jahre 1654 wurde mit der Anlage eines neuen Friedhofs begonnen. Im Jahre 1679 konnte der erste Gottesdienst in der neuen Jakobuskirche abgehalten werden.
Die Weihnachtsflut 1717 brach östlich der Ortschaft tief in das Hinterland ein. Alle Bemühungen, den Deich zu schließen, führten nach einem Rückschlag durch die Neujahrsflut 1721 mit einem Umgehungsdeich erst zu einer langjährigen Ausdeichung und 1762 schließlich zum Deichschluss an der Bruchstelle. Der dadurch entstandene Brunsbüttel-Eddelaker-Koog erhielt 1772 die politische Selbstständigkeit durch den dänischen König Christian VII.
Mit dem Beginn des Baus des Nord-Ostsee-Kanals 1911 wurde Brunsbüttel geteilt.1907 erfolgte die Umbenennung des Brunsbüttel-Eddelaker-Koogs in Brunsbüttelkoog, der im Jahre 1948 Stadtrecht erhielt. Am 1. Januar 1970 entstand aus Brunsbüttelkoog und den Gemeinden Brunsbüttel, Mühlenstraßen, Ostermoor, Osterbelmhusen, Westerbelmhusen (des früheren Kirchspiels Brunsbüttel) und Westerbüttel (des früheren Kirchspiels Eddelak) die Stadt Brunsbüttel. Zwei Jahre später wurde die Gemeinde Blangenmoor-Lehe (des früheren Kirchspiels Eddelak) eingemeindet sowie eine etwa 80 ha große Fläche aus der Steinburger Nachbargemeinde Büttel, auf der ein Kernkraftwerk errichtet wurde.
Während des Ersten Weltkriegs war die I. U-Boot-Flottille in Brunsbüttelkoog stationiert. Infolge des Kieler Matrosenaufstandes bildete sich am 5. November 1918, ähnlich wie in Hamburg, Lübeck und Cuxhaven ein Arbeiter- und Soldatenrat in Brunsbüttelkoog. Damit gehörte die Stadt zu den Orten, in denen die Novemberrevolution ihren Ausgang nahm.
In der Reichspogromnacht am 9./10. November 1938 überfielen Nazis den jüdischen Geschäftsmann Franz Samter und dessen Sohn Walter. Beide wurden in Schutzhaft genommen. Am 6. April 1945 erreichte gegen 20 Uhr ein Zug mit über 2000 KZ-Häftlingen den Brunsbütteler Bahnhof. Die Wachmannschaft ließ die Waggons trotz katastrophaler hygienischer Zustände bis zum nächsten Morgen verschlossen stehen. In der Nacht tobten und schrien die Häftlinge vor Verzweiflung. Mindestens drei Menschen wurden von den Wachleuten erschossen. Erst gegen Mittag des 7. April 1945 wurde Verpflegung ausgegeben und die Waggons notdürftig gereinigt. Gegen 14 Uhr fuhr der Zug ab.

### Eingemeindungen
Am 1. April 1934 wurde die Kirchspielslandgemeinde Brunsbüttel aufgelöst. Alle ihre Dorfschaften, Dorfgemeinden und Bauerschaften wurden zu selbstständigen Gemeinden/Landgemeinden, so auch ihr Hauptort Brunsbüttel.
Am 1. Januar 1970 wurden die Stadt Brunsbüttelkoog und die bis dahin selbstständigen Gemeinden Brunsbüttel, Mühlenstraßen, Osterbelmhusen, Ostermoor, Westerbelmhusen und Westerbüttel zur neuen Stadt Brunsbüttel zusammengeschlossen. Am 1. Januar 1972 kam Blangenmoor-Lehe hinzu.

### Einwohnerentwicklung

Einwohnerentwicklung von Brunsbüttel von 1867 bis 2019 nach Daten der nebenstehenden Tabelle: Blau die Einwohnerzahl für das Gebiet der heutigen Stadt Brunsbüttel, grün die Zahl für Brunsbüttelkoog, rot für die damalige Gemeinde Brunsbüttel

| Datum              | heutige Gemeinde Brunsbüttel | damalige Gemeinde Brunsbüttel | Brunsbüttel- koog |
| ------------------ | ---------------------------- | ----------------------------- | ----------------- |
| 3. Dezember 1867   | 3180                         | 1099                          | 849               |
| 1. Dezember 1880   | 3000                         | 1061                          | 787               |
| 1. Dezember 1890   | 3955                         | 1176                          | 1585              |
| 1. Dezember 1900   | 5950                         | 1291                          | 3513              |
| 1. Dezember 1910   | 8530                         | 1461                          | 5684              |
| 8. Oktober 1919    | 7850                         | 1377                          | 5039              |
| 17. Mai 1939       | 8051                         | 1457                          | 5425              |
| 13. September 1950 | 14.407                       | 2681                          | 9805              |
| 6. Juni 1961       | 11.997                       | 2043                          | 8634              |
| 27. Mai 1970       | 12.225                       |                               |                   |
| 31. Dezember 2000  | 13.942                       |                               |                   |
| 31. Dezember 2005  | 13.751                       |                               |                   |
| 31. Dezember 2010  | 13.120                       |                               |                   |
| 31. Dezember 2015  | 12.740                       |                               |                   |
| 31. März 2019      | 12.503                       |                               |                   |

## Politik

### Ratsversammlung
Bei der Kommunalwahl am 14. Mai 2023 wurden insgesamt 30 Sitze vergeben. Von diesen erhielt die CDU elf Sitze, die SPD sieben Sitze, die FDP fünf Sitze, die Wählerinitiative Graue Panther Dithmarschen vier Sitze und die Grünen drei Sitze.

### Bürgermeister
Aktueller Bürgermeister von Brunsbüttel ist Martin Schmedtje (parteilos). Er wurde bei der Bürgermeisterwahl am 9. Juni 2024 mit 70,7 Prozent Ja-Stimmen zu 29,3 Prozent Nein-Stimmen erneut gewählt und trat daraufhin seine zweite Amtszeit an.

### Wappen

Flagge Brunsbüttel

Blasonierung: „In Rot ein schräglinker silberner Wellenbalken, den, schräglinks gekreuzt, ein Anker mit Ring und ein Spaten in verwechselten Farben überdecken.“
Das Wappen wurde 1951 für Brunsbüttelkoog genehmigt und nach der Gründung von Brunsbüttel übernommen. Der Anker symbolisiert den maritimen Charakter und die lange Seefahrertradition der Stadt. Die Wellenlinie und der Spaten stehen für den Bau des Nord-Ostsee-Kanals. Das in der Stadtfahne verwendete Motiv wurde vom Kunsterzieher Willi Horsa Lippert entworfen.

### Städtepartnerschaft
- Horní Počernice, Tschechien (seit Februar 2004)

## Kultur und Sehenswürdigkeiten

Öffentliche Gebäude und Einrichtungen
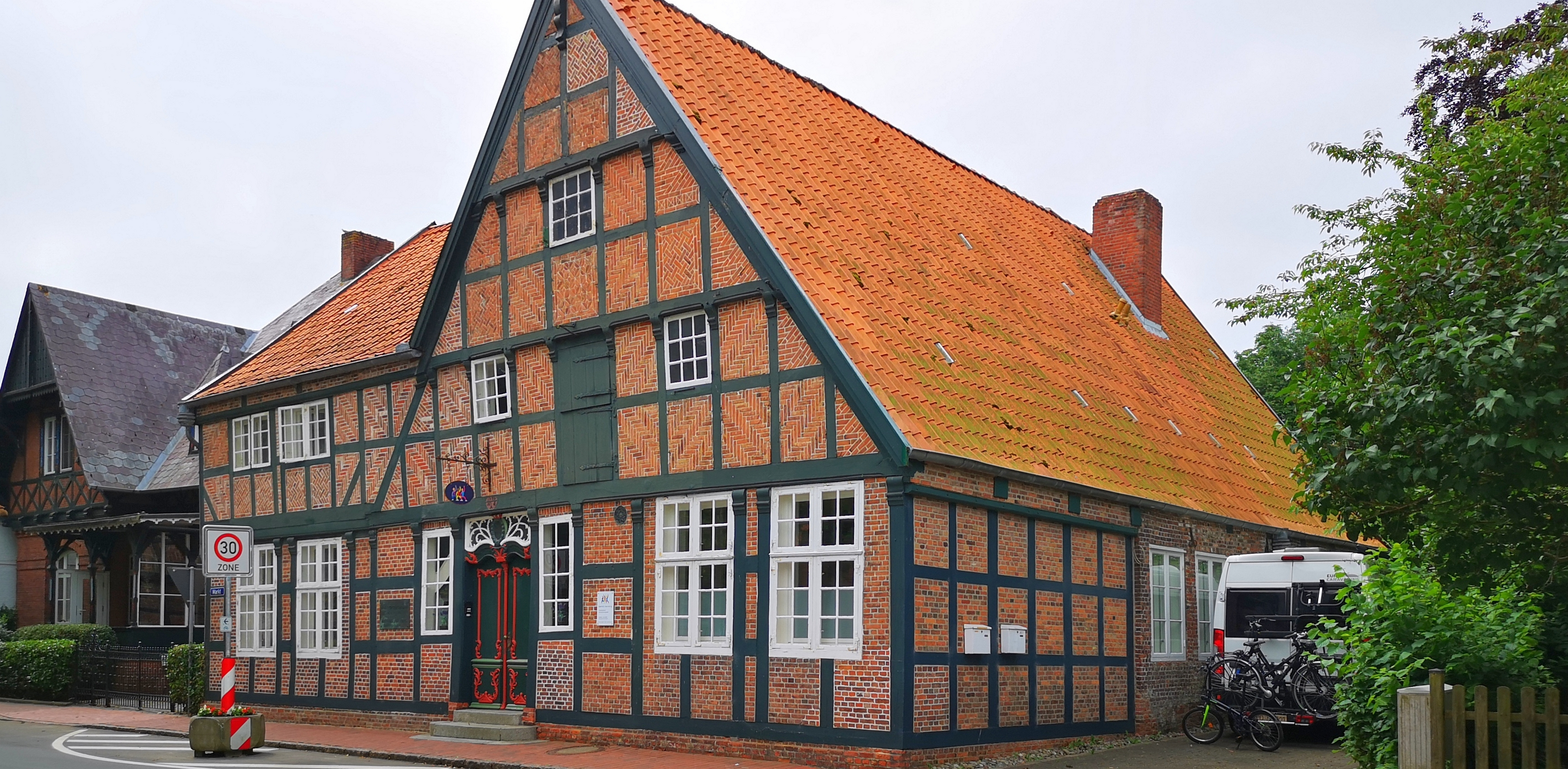
Matthias-Boje-Haus (ehemaliges Gemeindezentrum der Jakobus-Kirche)
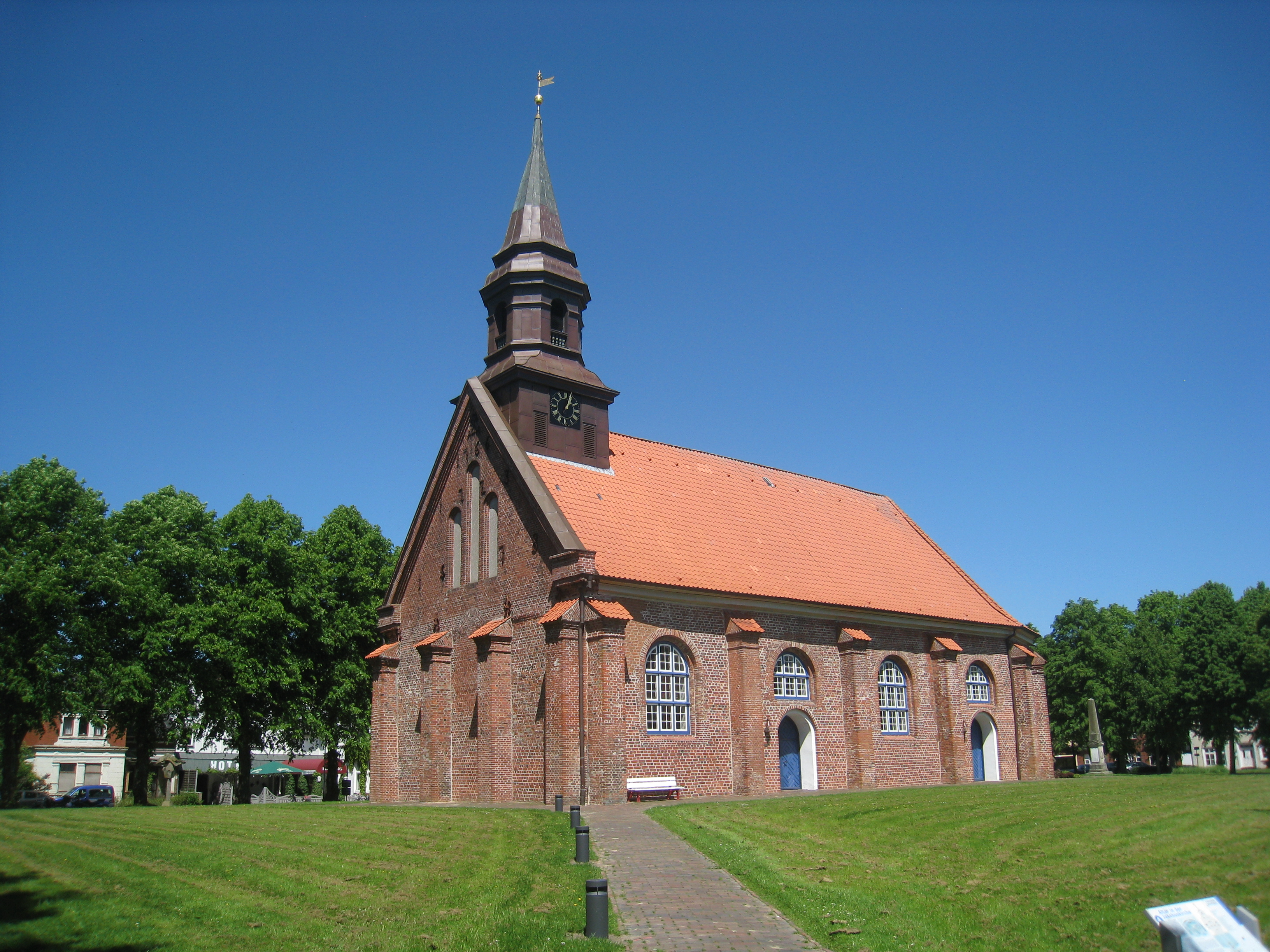
Jakobus-Kirche
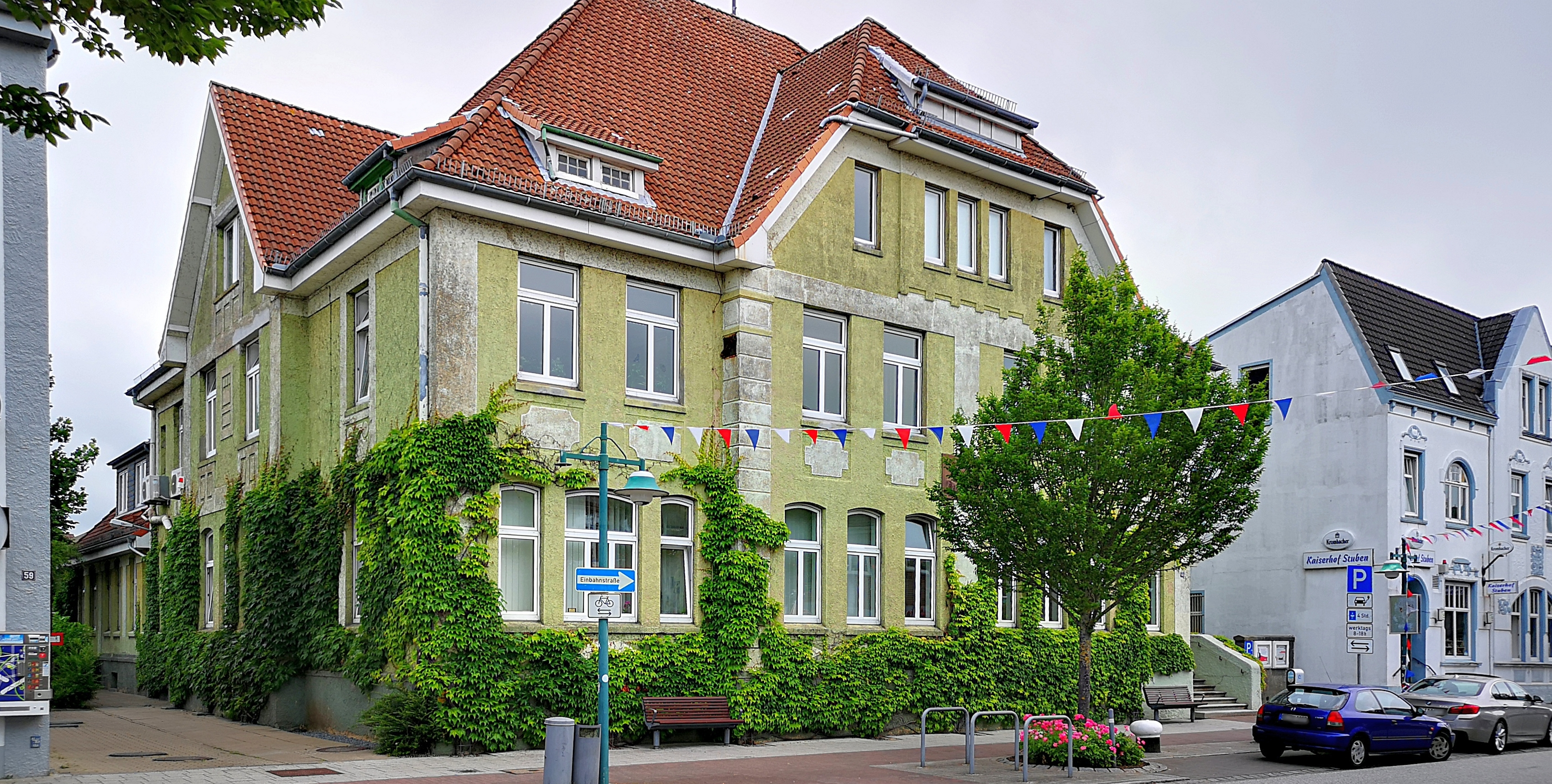
Rathaus in der Koogstraße
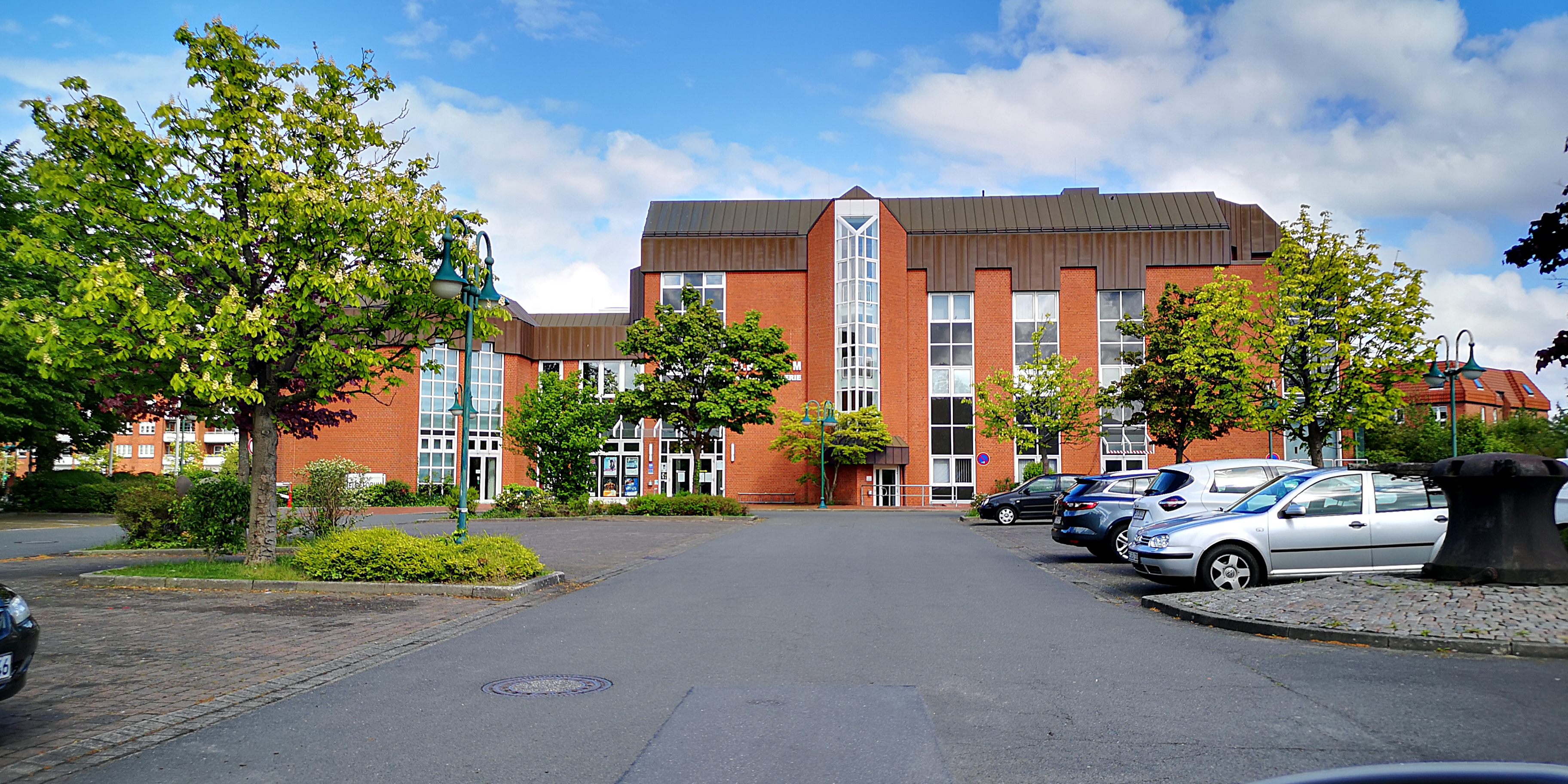
Elbeforum Brunsbüttel/Ansicht von Westen
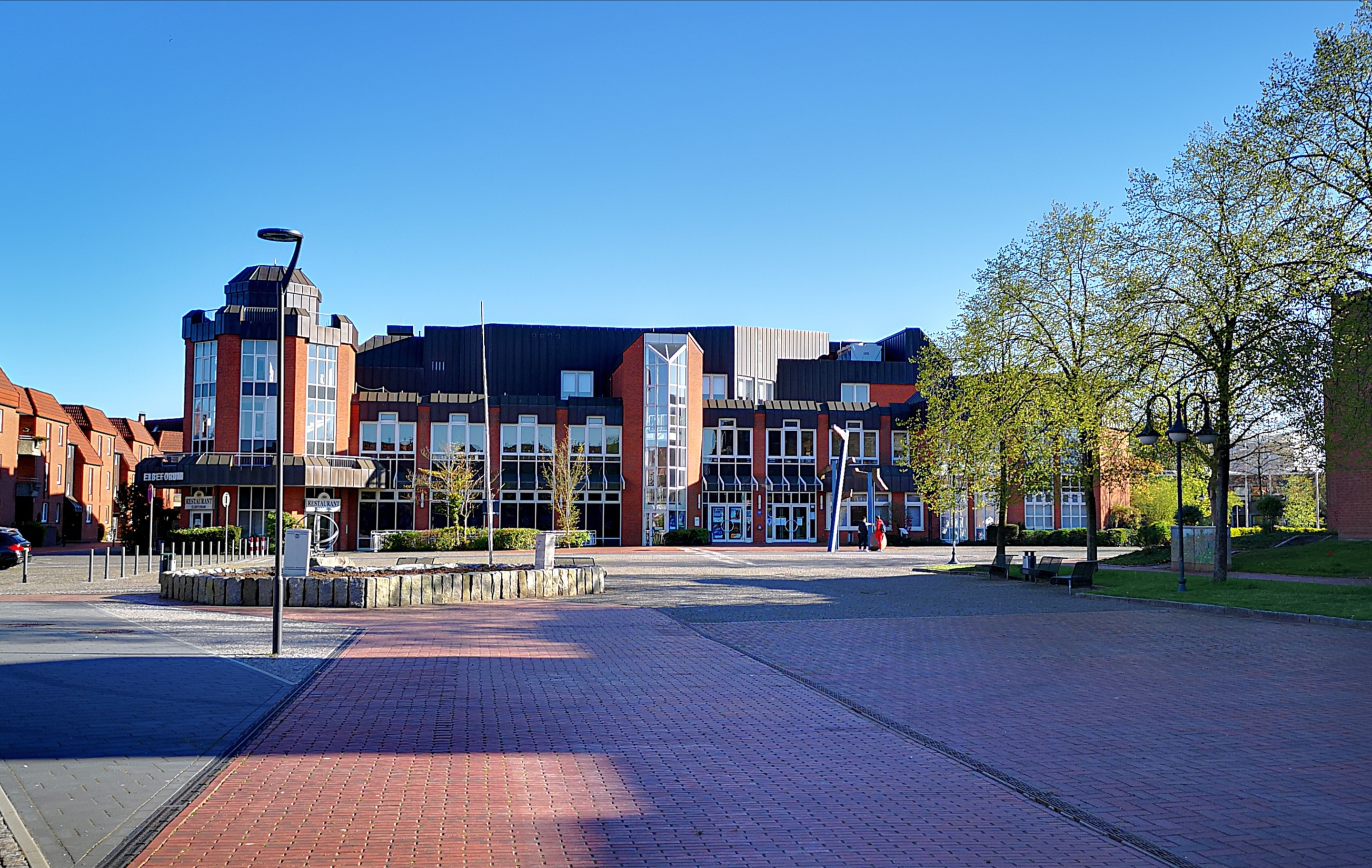
Elbeforum/Ansicht von Norden/im Vordergrund der Von-Humboldt-Platz
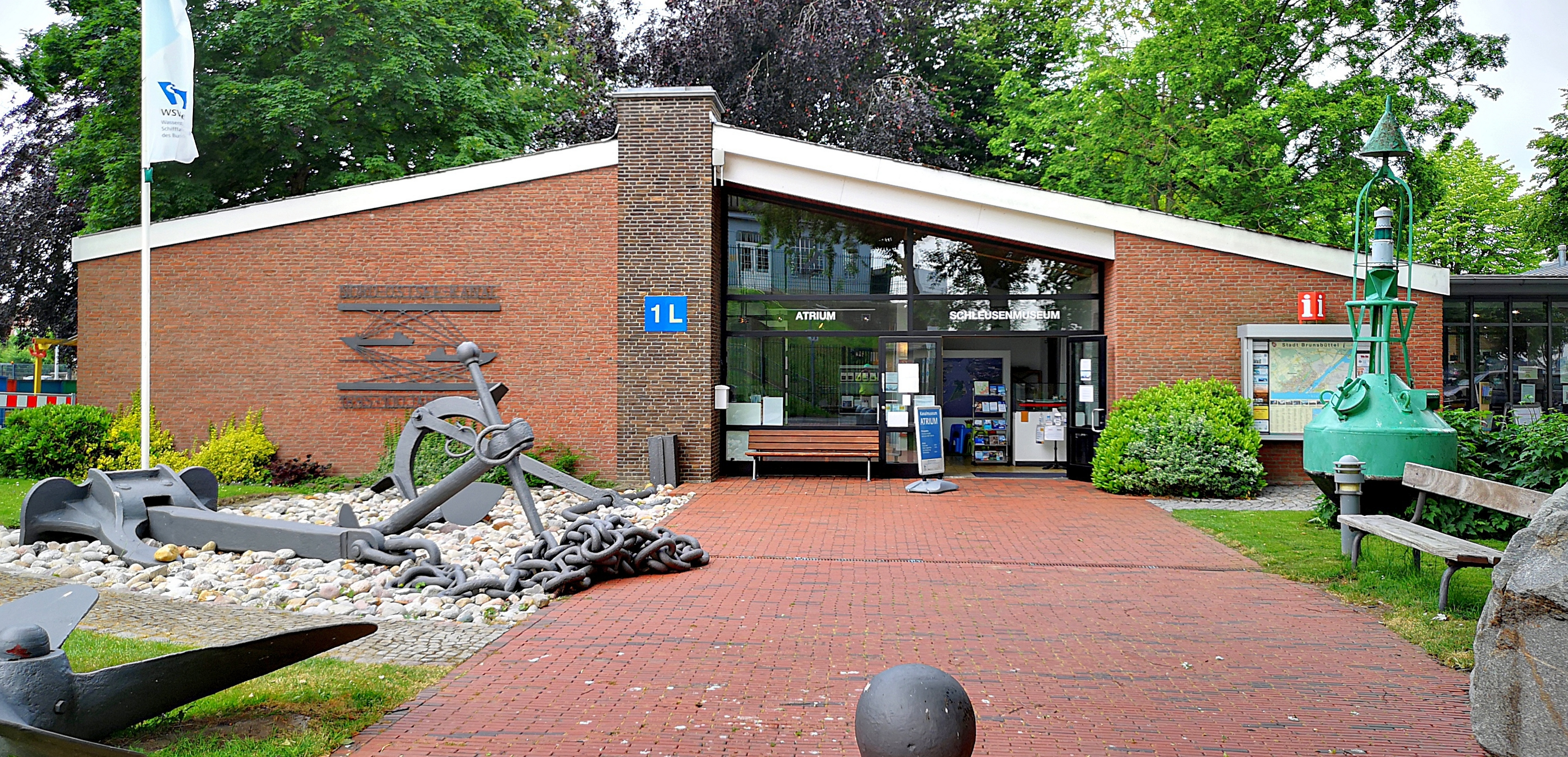
Schleusenmuseum „Atrium“
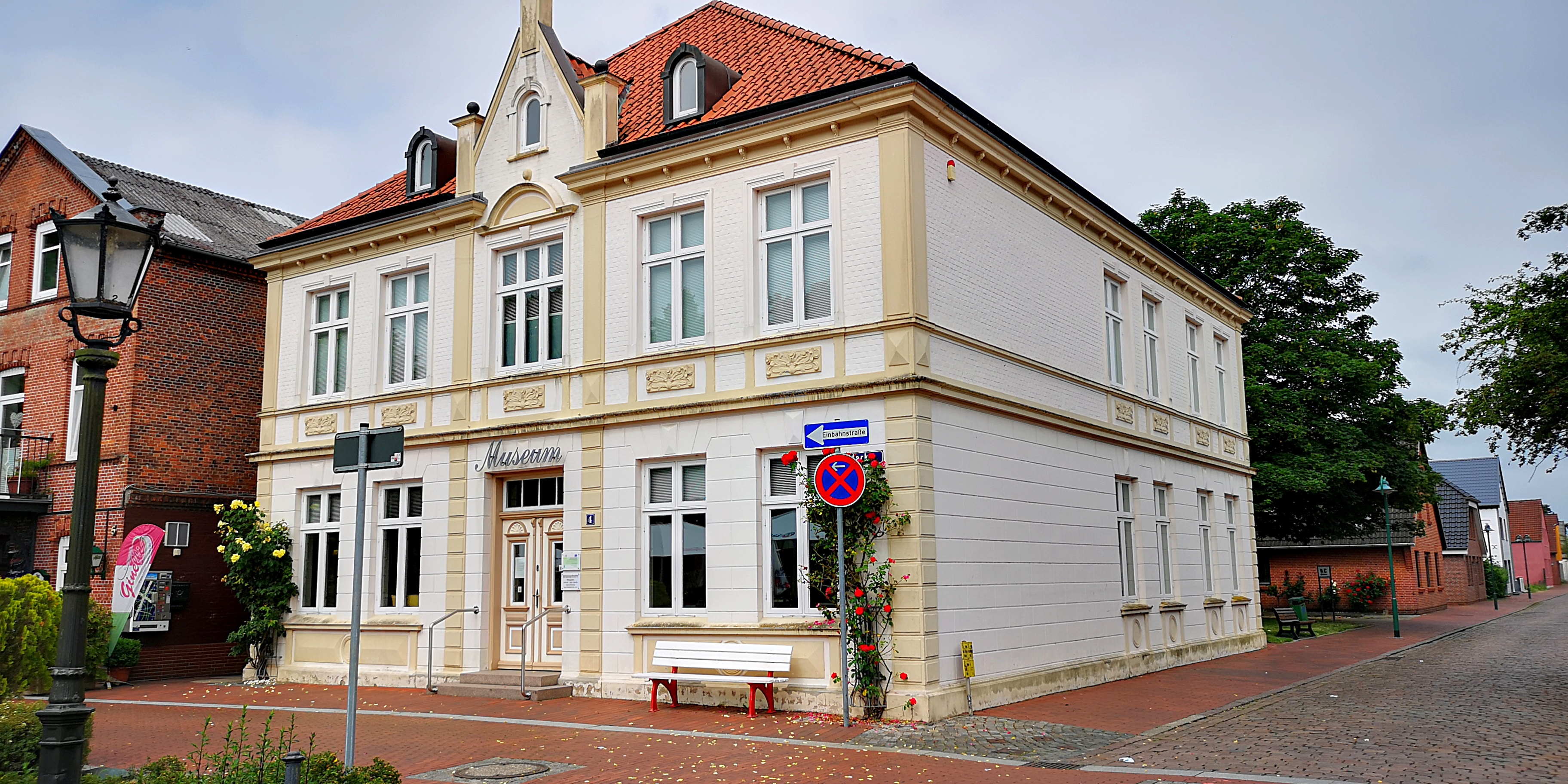
Heimatmuseum im historischen Ortskern
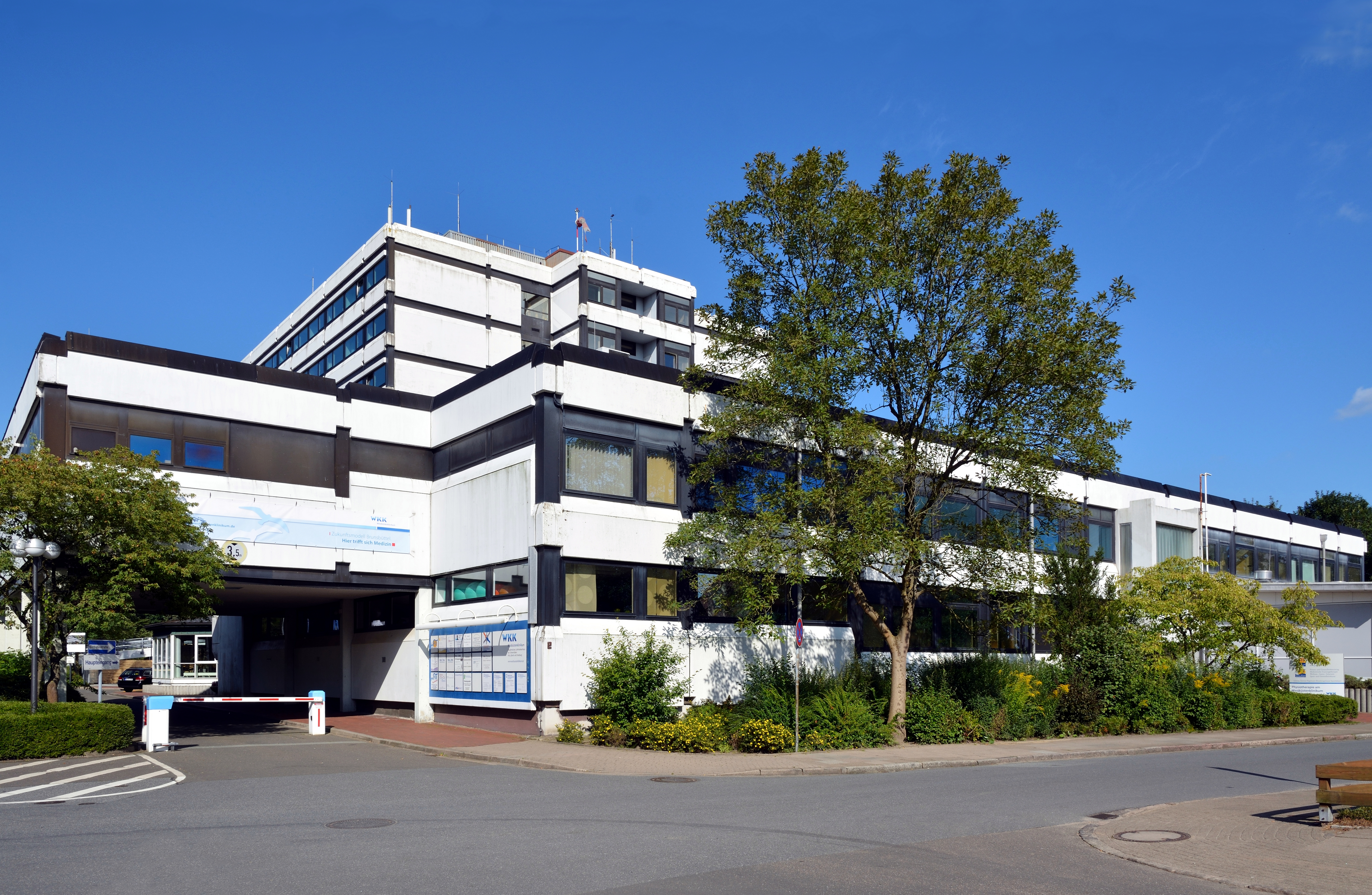
Westküstenklinikum
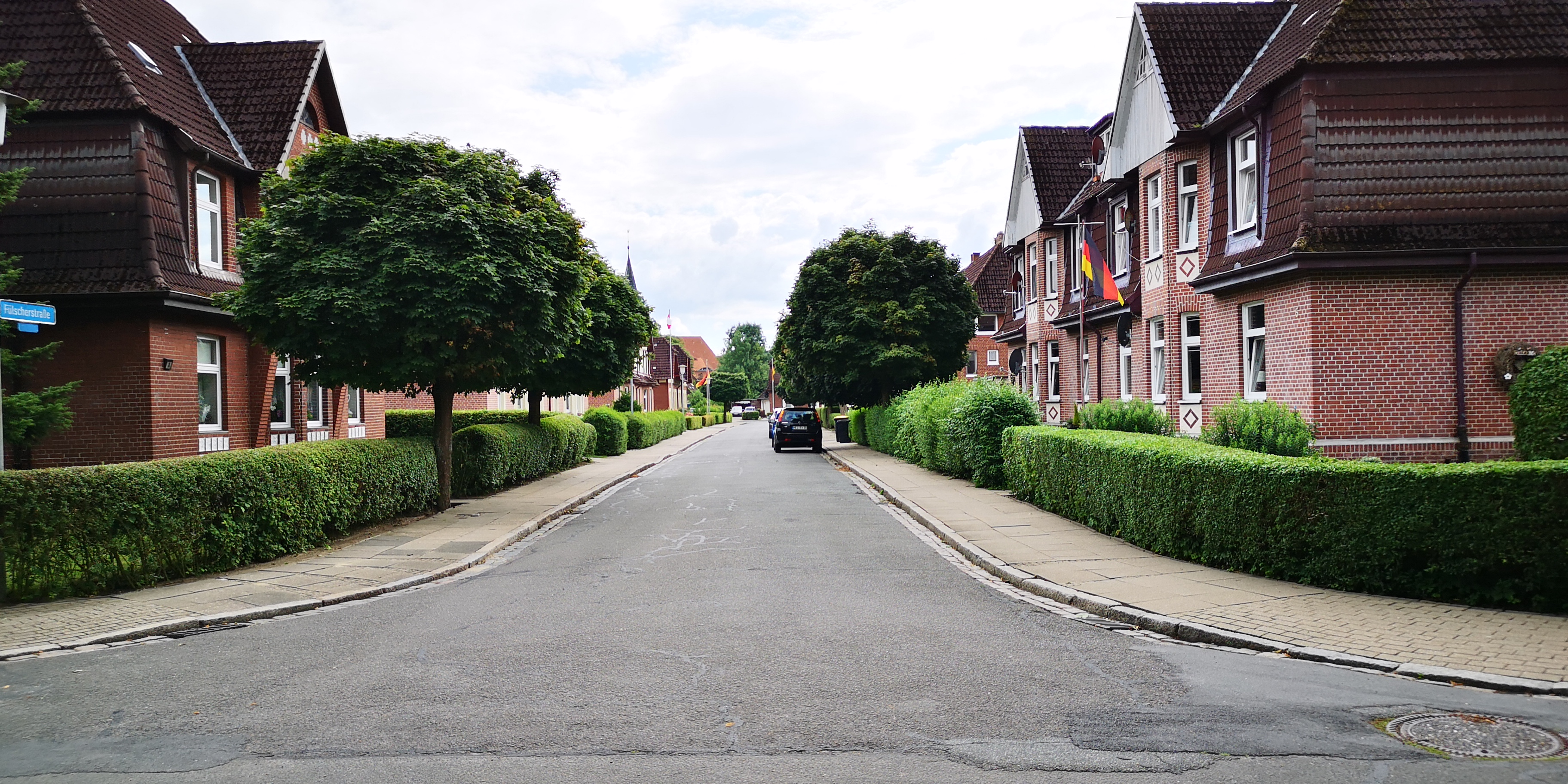
Beamtenviertel/Blick in die Fülscherstraße

### Theater und Museen
Das Kultur- und Tagungszentrum Elbeforum wurde 1992, nach dreijähriger Bauzeit, eröffnet. Betreiber ist die Volkshochschule Brunsbüttel e. V.
Das Elbeforum Brunsbüttel bietet ein Veranstaltungsprogramm aus den Bereichen Schauspiel, Komödie, Musical, Oper, Operette, Kleinkunst, Kindertheater u. v. a. m. Eine feste Größe sind auch die kommerziellen Veranstaltungen im Elbeforum, wozu u. a. Bälle, Tagungen, Seminare, Versammlungen, Empfänge, Parteitage und private Feste gehören.
Seit der Eröffnung wird im Elbeforum die Stadtgalerie als Kunstmuseum geführt. Neben der Pflege der städtischen Kunstsammlung präsentiert die Stadtgalerie ein breit gefächertes Programm von wechselnden Ausstellungen verschiedener Kunstrichtungen.
Brunsbüttel ist alljährlich einer der Spielorte des Schleswig-Holstein Musik Festivals. Aufführungsort für Theater und Musikveranstaltungen ist das Elbeforum.
Eine weitere Galerie ist die Galerie Rusch.
Das Heimatmuseum Brunsbüttel zeigt in seiner Schausammlung u. a. die Entstehungsgeschichte des Ortes und stellt den Heimatdichter Emil Hecker sowie den Kinderbuchautor Boy Lornsen vor. Zudem gibt es wechselnde Ausstellungen zu unterschiedlichen Themen.
Das Schleusenmuseum Atrium informiert über Kanalbau und Schleusen.
In der Liste der Kulturdenkmale in Brunsbüttel stehen die in der Denkmalliste des Landes Schleswig-Holstein eingetragenen Kulturdenkmale.

### Tourismus und Sehenswürdigkeiten
Nord-Ostsee-Kanal und Schleusenanlagen
Größter Anziehungspunkt Brunsbüttels ist die Lage an der Unterelbe und dem Nord-Ostsee-Kanal, der meistbefahrensten künstlichen Seeschifffahrtsstraße der Welt. Insbesondere die Kanalschleusen sind nicht nur für Schiffs- und Technikinteressierte sehenswert. Im angegliederten Schleusenmuseum Atrium befinden sich viele Schautafeln zur Entstehungsgeschichte des Nord-Ostsee-Kanals, Modelle und historische Exponate, wie das kaiserliche Prunkgeschirr zur symbolischen Grundsteinlegung und alte Helmtaucher-Ausrüstungen. Der Bau der 5. Schleusenkammer – Deutschlands größte Wasserbaustelle – lockt seit Baubeginn 2014 Technikinteressierte und Fachbesucher aus aller Welt. Dazu dient auch das eigens errichtete SchleusenInfoZentrum. Über die Volkshochschule werden Führungen nicht nur auf dem Schleusengelände angeboten.
Historischer Ortskern
Darüber hinaus gibt es einen historischen Ortskern (Brunsbüttel-Ort) mit der Jakobuskirche (1677, 1726 nach Blitzeinschlag neu errichtet), dem Heimatmuseum und dem Matthias-Boie-Haus (1779), das als eines der schönsten Fachwerkhäuser in Dithmarschen gilt.
Beamtenviertel
Bei dem Beamtenviertel handelt es sich um eine nach der Gartenstadt-Idee angelegte Siedlung für Kanalbeamte und -lotsen, die im Zusammenhang mit der Kanalerweiterung und Anlage der beiden „Großen“ Schleusen 1907 bis 1915 neu angelegt wurde. Die Siedlung entstand zwischen der heutigen Kautzstraße, der Scholerstraße, der Delbrückstraße und der Wurtleutetweute um die Pauluskirche herum. Die Struktur des Gebietes basiert auf sieben Gebäude-Grundtypen, die jeweils einer bestehenden Berufsgruppe (Arbeiter bzw. Beamter) zugeordnet waren. Die einzelnen Gebäudetypen stehen so unterschiedlich nebeneinander, dass eine soziale Mischung entstand, die zu der Zeit ungewöhnlich war. Die Gebäude selbst wurden mit einer außerordentlichen Individualität errichtet: Es gibt von jedem Haustyp, außer Typ A, umfangreiche Fassadenvarianten. Typ A ist nur einmal an der Scholerstraße 7 vorhanden, war das Gebäude des stellvertretenden Kanalinspektors und hatte den höchsten Ausstattungsstandard in der Siedlung. Das Beamtenviertel ist in dieser Form in Schleswig-Holstein und darüber hinaus im norddeutschen Raum einzigartig.
Der 1911 erbaute Wasserturm an der Ostermoorer Straße ist ein Kulturdenkmal von besonderer Bedeutung.
Baden und Schwimmen
Das Brunsbütteler Freibad liegt auf dem Deich am Einfahrtsbereich der neuen Schleusen des Nord-Ostsee-Kanals. Die Liegewiese befindet sich auf der äußeren Deichböschung und bietet einen Blick auf den Schiffsverkehr. In jüngster Vergangenheit ist das Hallenbad LUV aufwändig modernisiert worden und beherbergte auf seinem Gelände ein Hüttendorf für Gruppen- und Einzelreisende. Dieses Hüttendorf wurde 2021 zu Gunsten eines Hotelneubaues abgerissen. Auf der gegenüberliegenden Straßenseite wurde ein Minigolfplatz neu angelegt. Ein Stellplatz mit Entsorgungsstation für Wohnmobile rundet das Angebot an der Straße Am Freizeitbad ab.
Veranstaltungen
Von 2004 bis 2024 fand jährlich die Wattolümpiade, ein teils sportlicher, teils spaßiger Wettkampf im Schlickwatt der Unterelbe statt, an dem sich Teams aus ganz Deutschland beteiligten. Sie wurde von einigen engagierten Bürgern als Benefizveranstaltung für die Deutsche Krebsgesellschaft ins Leben gerufen. Am Vortag fand jeweils das Wattstock-Festival statt. 2005 wurde den Organisatoren der Deutsche Tourismuspreis für innovative Tourismusprojekte verliehen. Der Begriff ist eine Erfindung des Künstlers Hein Hoop.
Brunsbüttel liegt an der im Mai 2004 eröffneten Deutsche Fährstraße. Weitere Ferienrouten, die durch Brunsbüttel führen, sind die Grüne Küstenstraße und der Nordseeküsten-Radweg.

### Gedenkstätten
Zum Gedenken an die Opfer beider Weltkriege wurden an mehreren Stellen im Stadtgebiet Mahnmale errichtet, an denen alljährlich am Volkstrauertag durch Abordnungen von politischen und gesellschaftlichen Gruppen eine Kranzniederlegung stattfindet. An der Jakobuskirche befindet sich zusätzlich ein Gedenkstein für die Opfer des Deutsch-Französischen Krieges (1870/71).

Gedenkstätten in Brunsbüttel
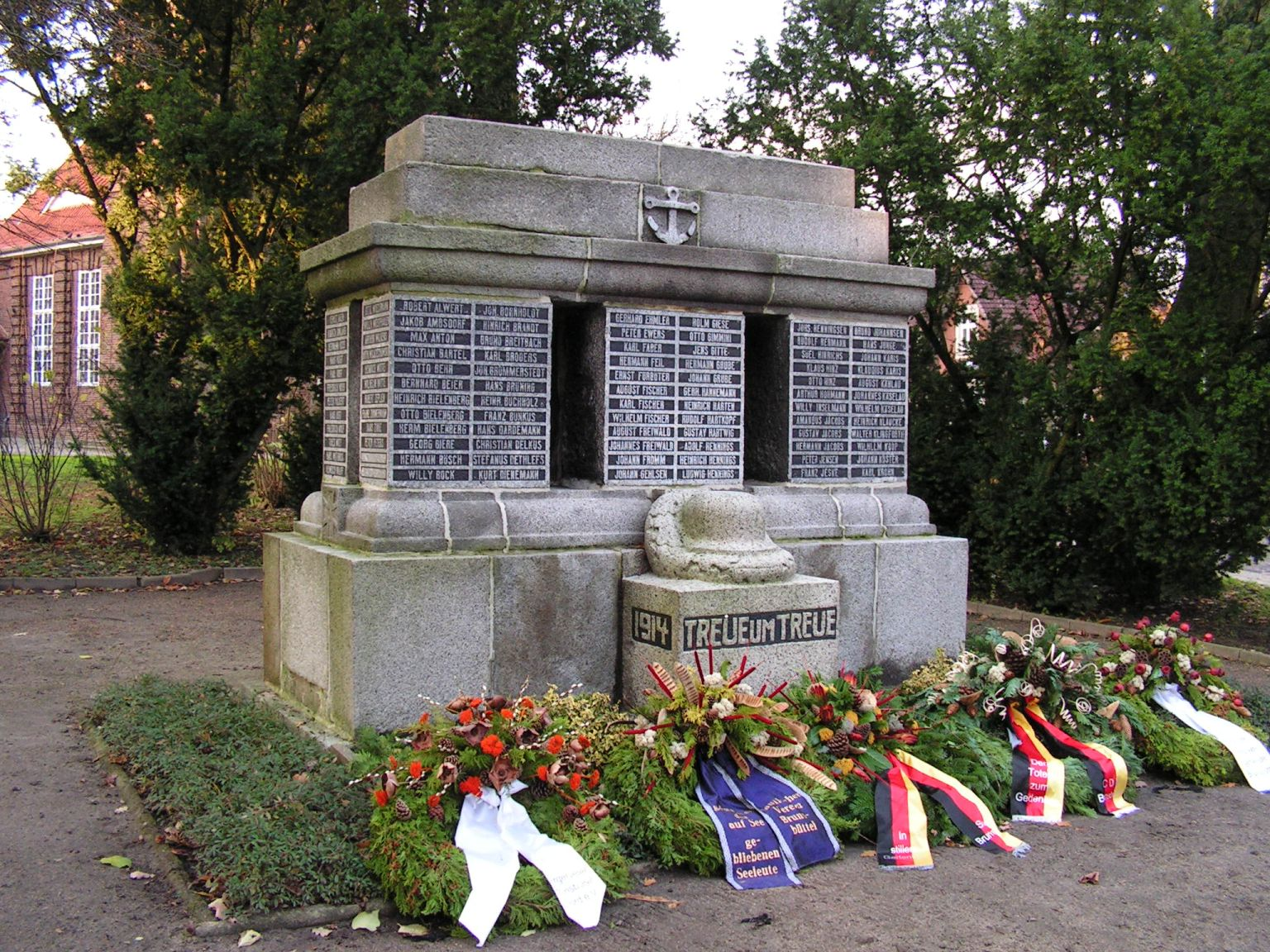
Kriegerdenkmal bei der Pauluskirche
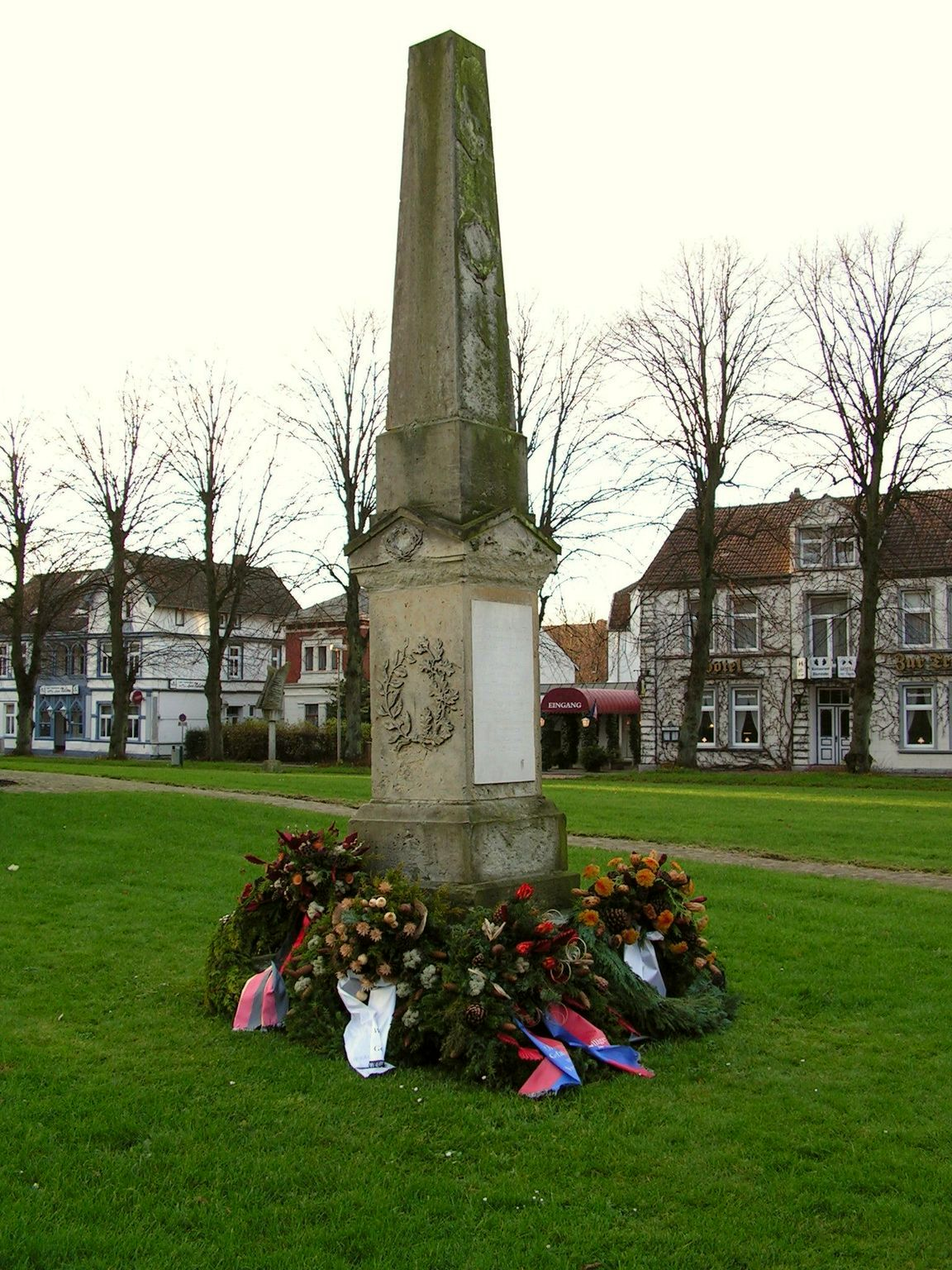
Kriegerdenkmal bei der Jakobuskirche
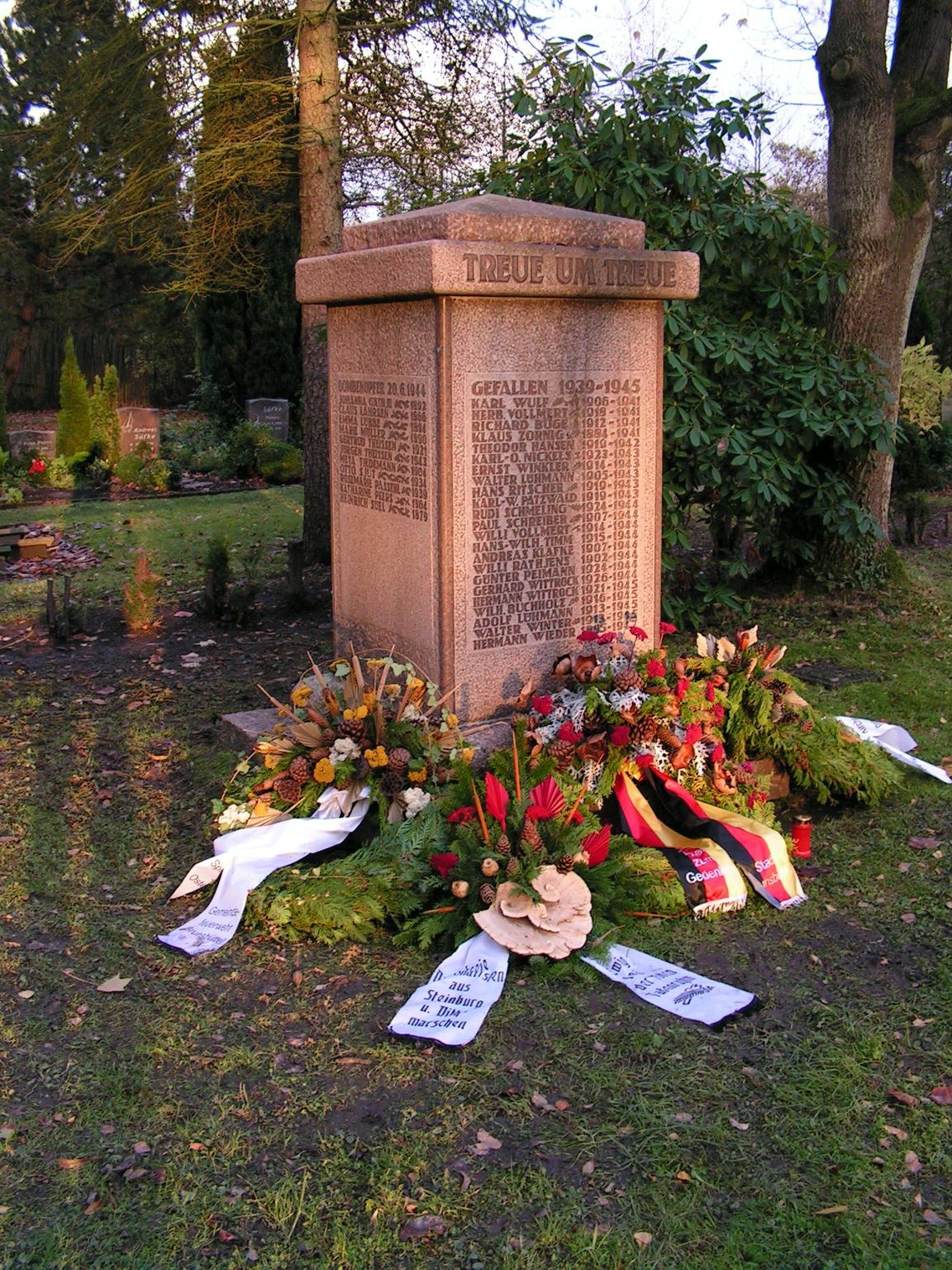
Kriegerdenkmal auf dem Paulus-Friedhof
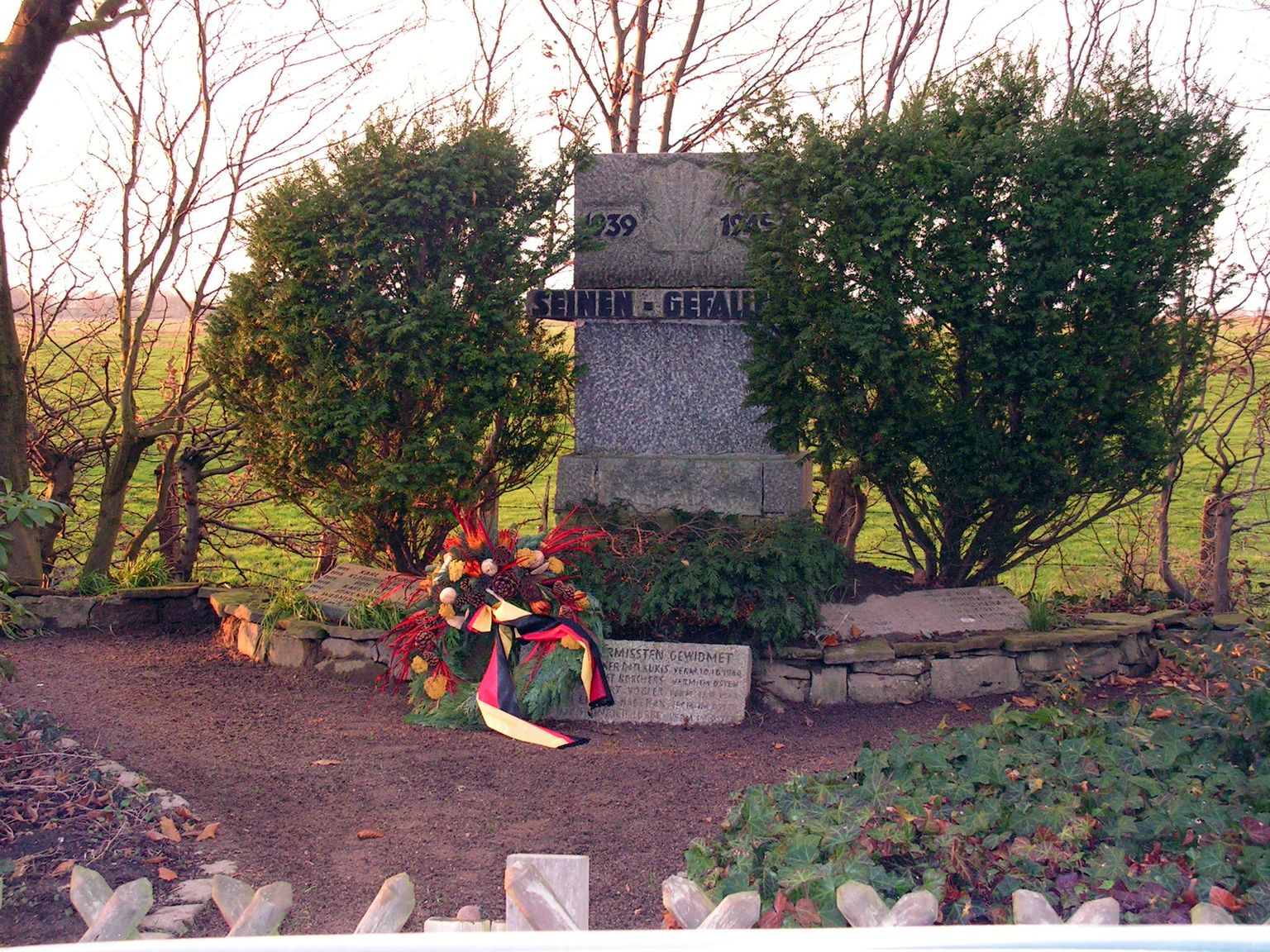
Kriegerdenkmal im Ortsteil Westerbüttel
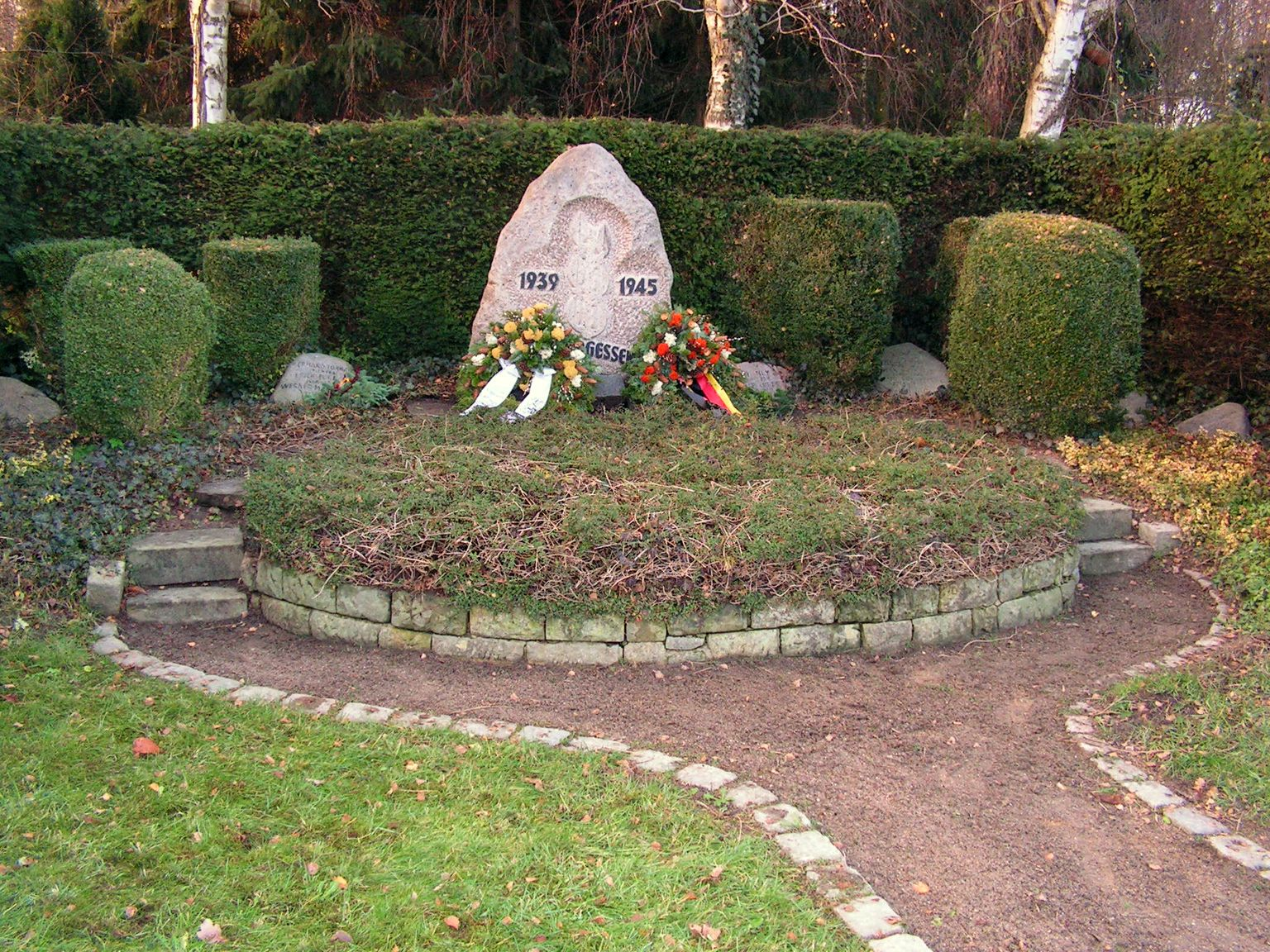
Kriegerdenkmal im Ortsteil Blangenmoor-Lehe
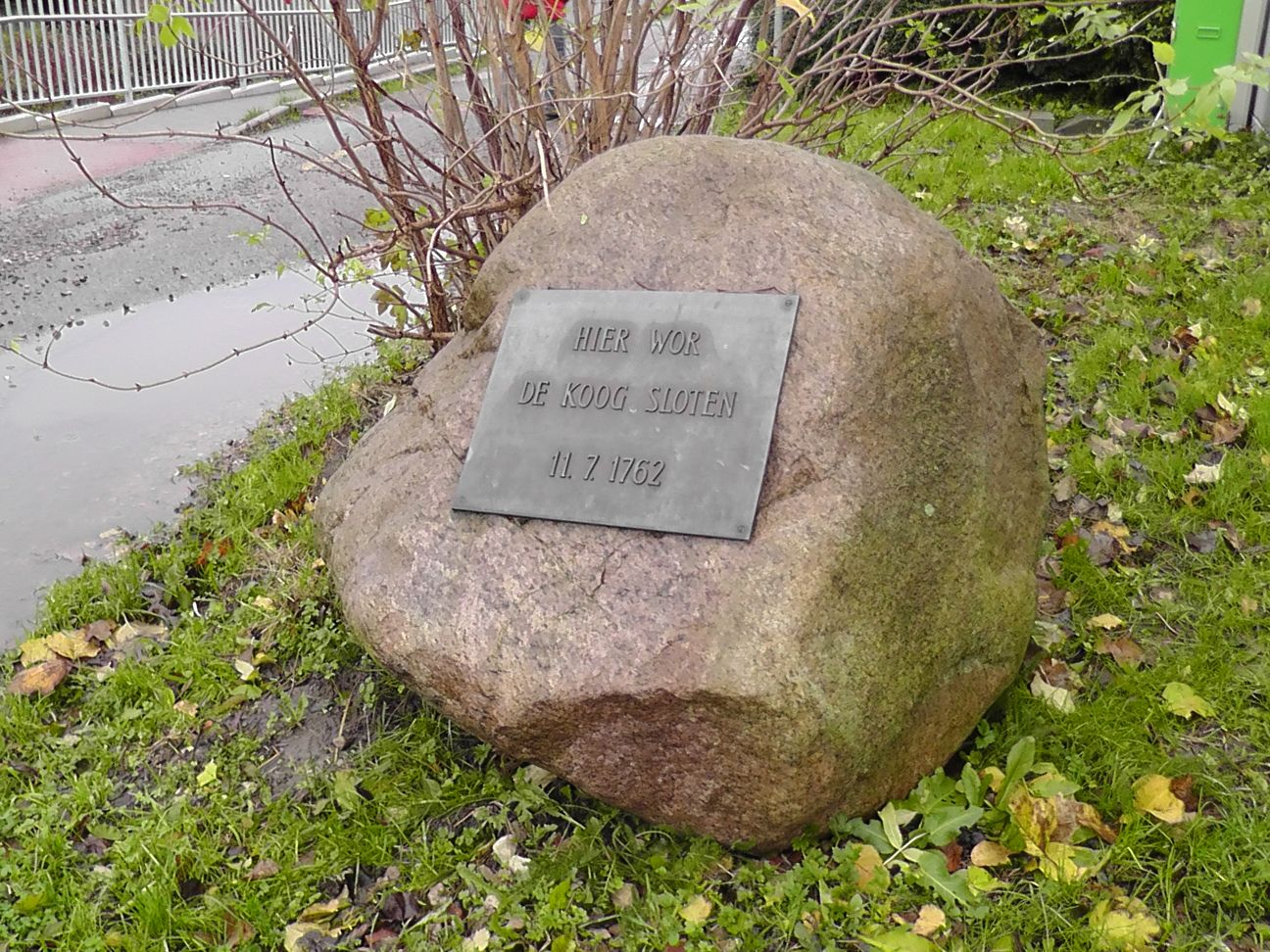
Gedenkstein am Deich
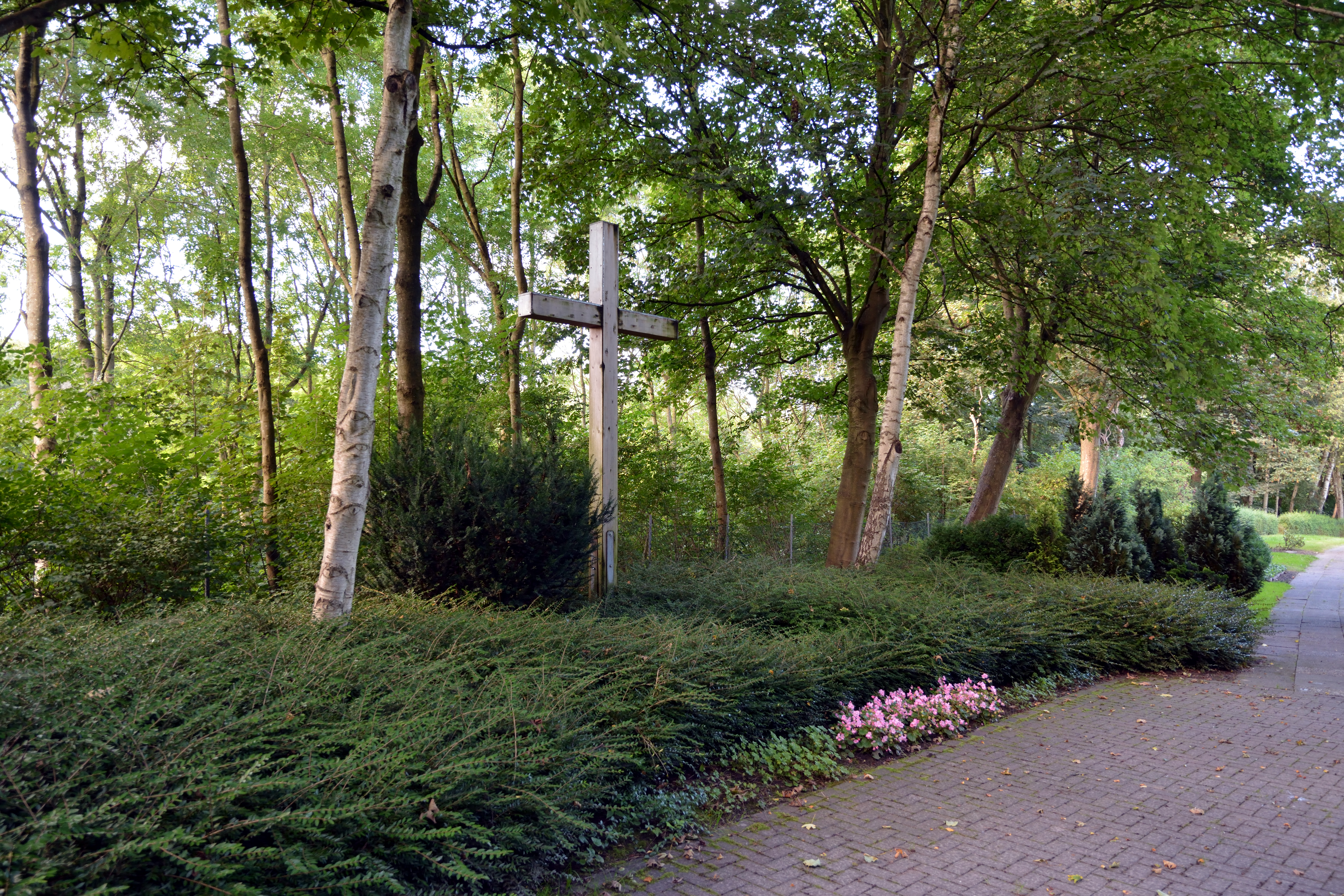
Ostlandkreuz auf dem Paulus-Friedhof

Der Gedenkstein zur Wiederherstellung des Deichs im Jahr 1762, der durch die Weihnachtssturmflut des Jahres 1717 weitgehend zerstört wurde, trägt die niederdeutsche Inschrift: HIER WOR/DE KOOG SLOTEN/11. Juli 1762 (Hier wurde der Koog geschlossen).

## Wirtschaft und Infrastruktur
Die Brunsbütteler Wirtschaft ist durch die Seefahrt und den Handel geprägt. Herausragendes Datum war die Eröffnung des Kaiser-Wilhelm-Kanals (heute Nord-Ostsee-Kanal) im Jahr 1895. Prägend für die Wirtschaft Brunsbüttels waren die Lotsenbrüderschaften. Lotsen und Kanalsteurer begleiten die Schiffe auf der Unterelbe von Brunsbüttel bis Hamburg und auf dem Nord-Ostsee-Kanal von Brunsbüttel bis Kiel. In Brunsbüttel wird auch die Verkehrslenkung auf Unterelbe und Nord-Ostsee-Kanal durchgeführt.
Seit 1962 haben sich in Brunsbüttel mehrere Chemiewerke angesiedelt. Seitdem ist die Wirtschaft überwiegend durch die chemische Industrie geprägt. In Brunsbüttel enden auch die Pipelines von der Landstation Dieksand in Friedrichskoog (Ölfördergebiet Mittelplate) und von der Raffinerie Heide. Der ChemCoast Park Brunsbüttel ist das bedeutendste zusammenhängende Industrie- und Gewerbegebiet in Schleswig-Holstein. Von 1970 bis 1977 wurde das Kernkraftwerk Brunsbüttel errichtet. Es ging 2007 außer Betrieb und ist nach Verlust der Betriebserlaubnis im August 2011 dauerhaft stillgelegt.
Das Westküstenklinikum Brunsbüttel stellt die medizinische Grundversorgung für den südlichen Teil Dithmarschens sicher.
Im Sommer 2004 wurde das erste Exemplar der damals größten Windenergieanlage der Welt, der „REpower 5M“, mit einer Nennleistung von 5 Megawatt und einer Gesamthöhe von 183 Metern in Brunsbüttel errichtet.

### Häfen in Brunsbüttel

Maritime Einrichtungen und Ansichten
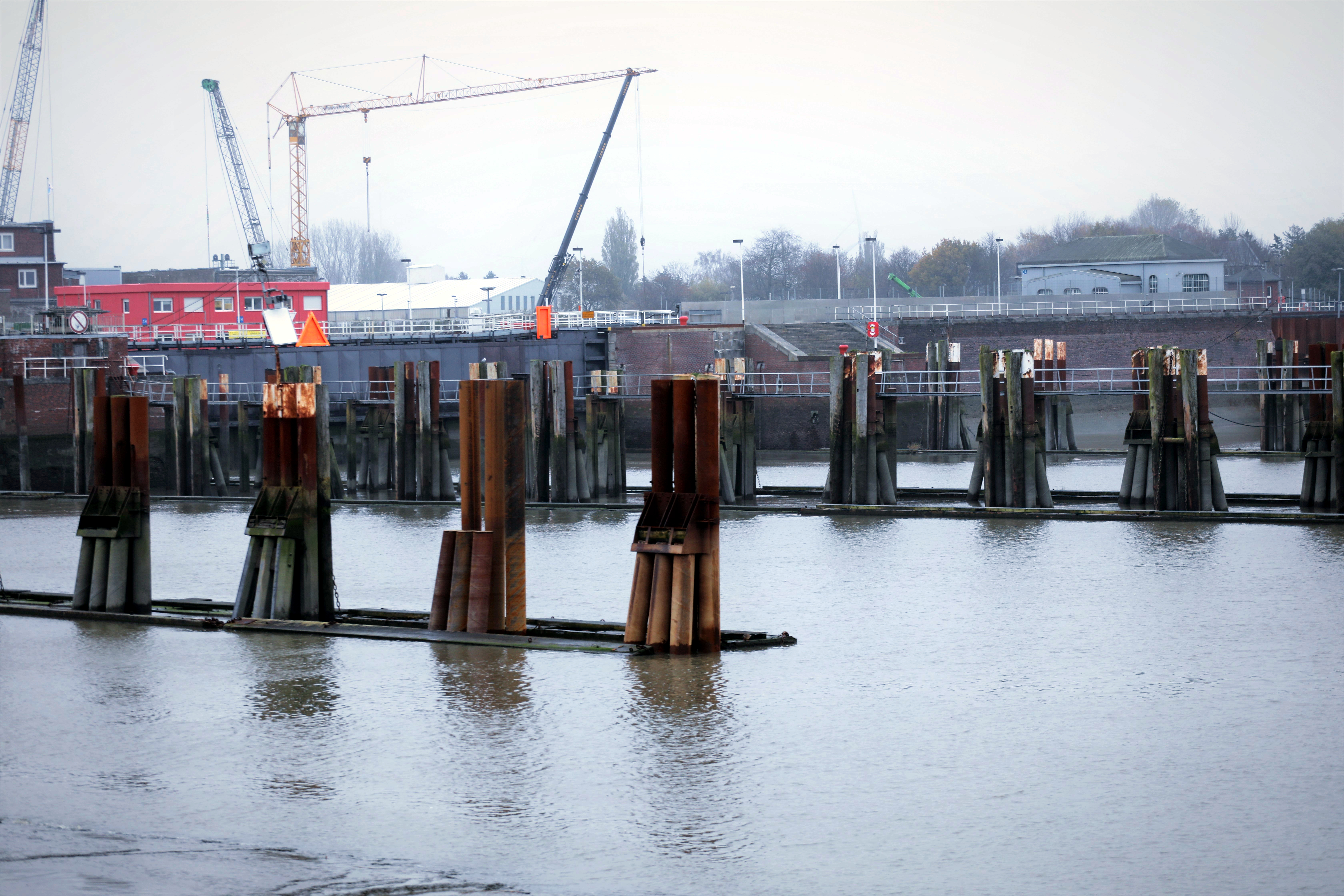
Schleusenanlage in Brunsbüttel am Nord-Ostsee-Kanal
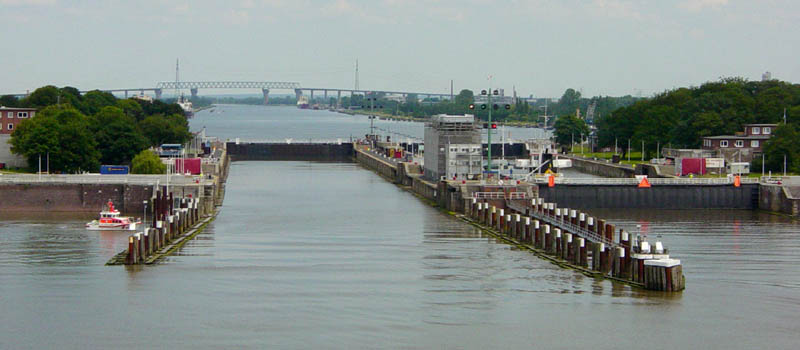
Schleusen des Nord-Ostsee-Kanals von der Seeseite aus
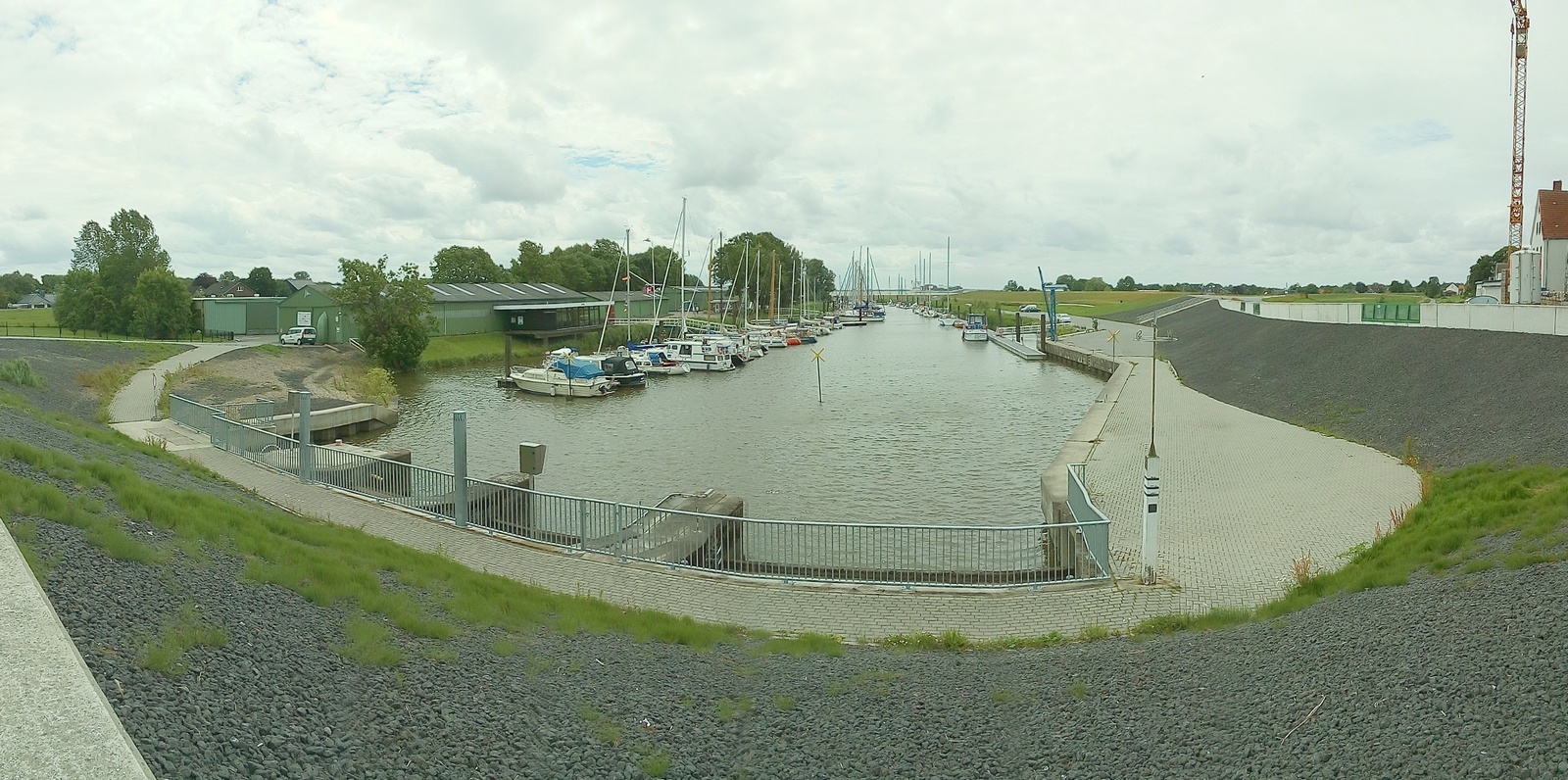
Sportboothafen im historischen „Alten Hafen“
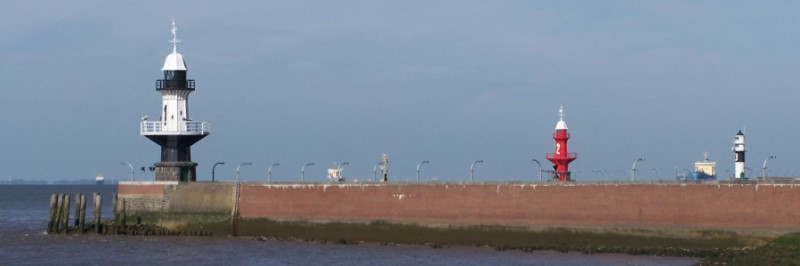
Alte Schleusen elbseitig, Leuchttürme Brunsbüttel, Mole 1 (Schwarz), Mole 2 (Rot)
Schleuseneinfahrt elbseitig
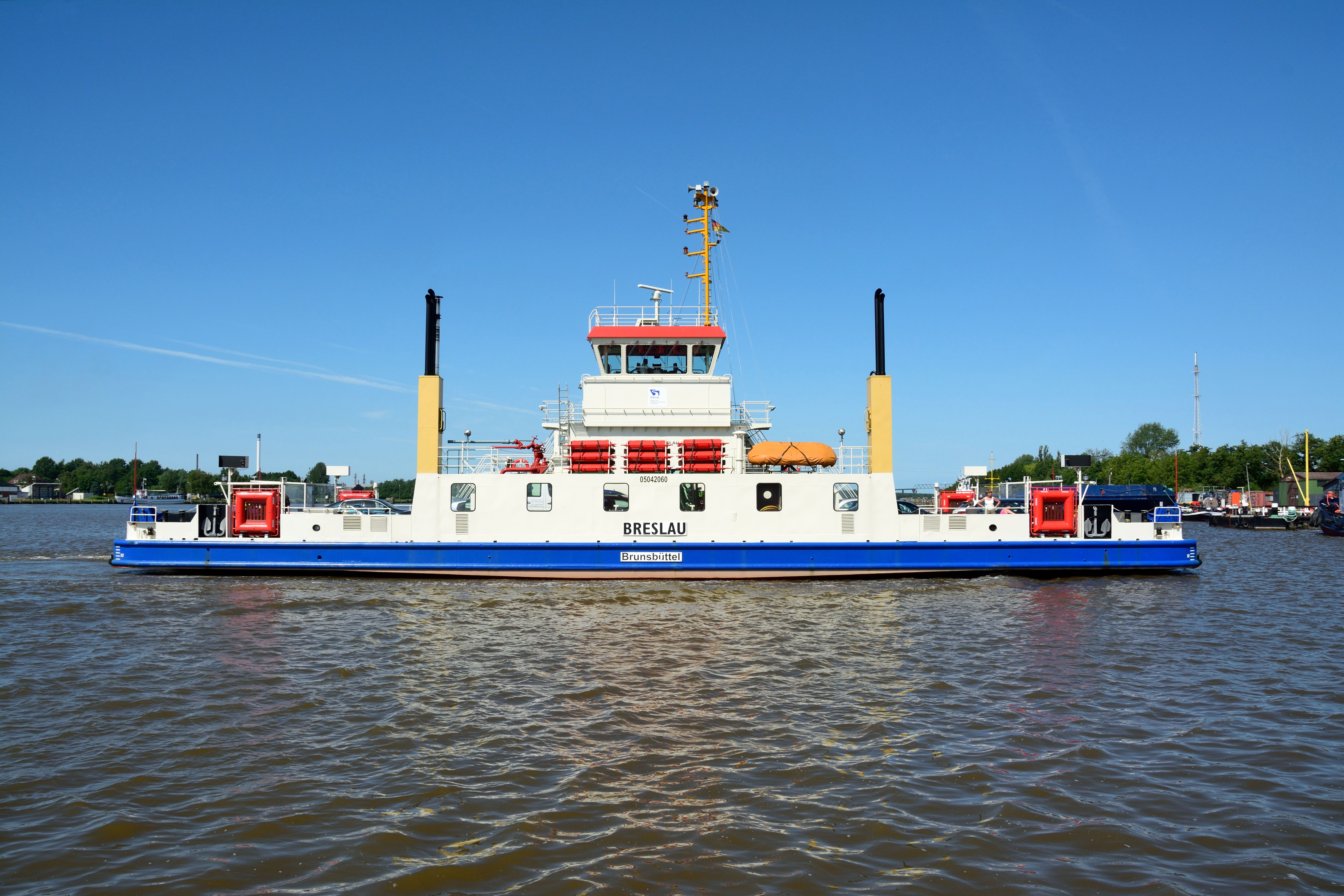
Fähre „Breslau“ über den Nord-Ostsee-Kanal (Tragkraft 100 t)
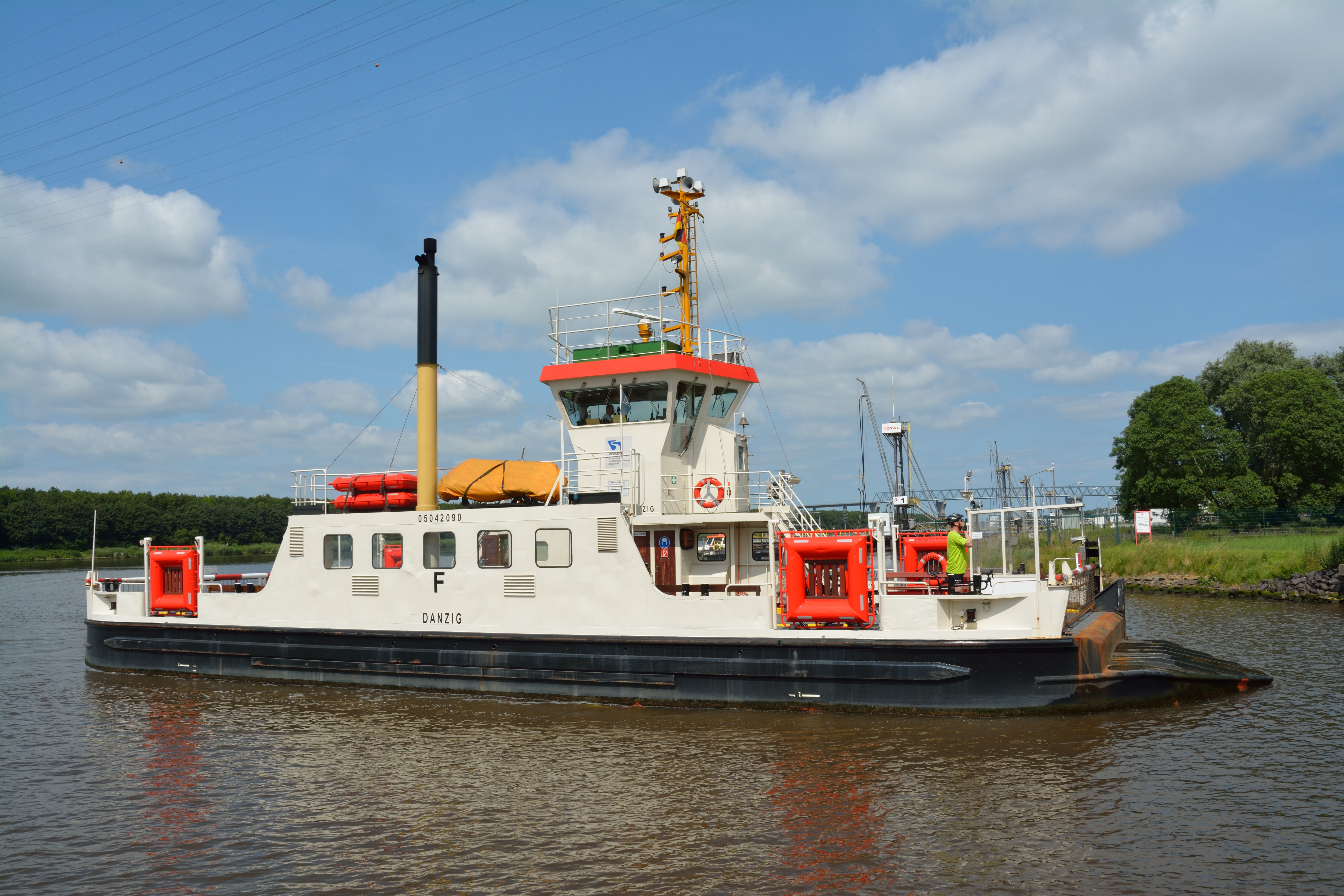
Fähre Danzig an der Fährstelle Ostermoor (Tragkraft 45 t)

Brunsbüttel hat verschiedene Häfen. An der Elbe liegen der Tiefwasserhafen Elbehafen und der nur bei Hochwasser befahrbare „Seglerhafen“ für die einheimischen Sportboote. Mehrere Häfen liegen am Nord-Ostsee-Kanal, der Ölhafen und der Hafen Ostermoor sowie die Liegeplätze für die den Nord-Ostsee-Kanal passierenden Sportboote.
Wichtigster Punkt der Brunsbütteler Infrastruktur ist der Tidehafen Elbehafen. Der Seehafen ist der bedeutendste Nordseehafen in Schleswig-Holstein. Aufgrund seiner breiten Aufstellung als Universalhafen werden im Elbehafen viele Güterarten wie Flüssiggut, Massengut und Stückgut sowie Projektladungen umgeschlagen. Die Betreibergesellschaft Brunsbüttel Ports hat im Jahr 2012 in den Häfen Elbehafen, Ölhafen und Hafen Ostermoor zusammen knapp 11,5 Mio. Tonnen Güter umgeschlagen, das entspricht einer Steigerung um über 10 % gegenüber 2011.
Im Jahr 2017 wurden in Brunsbüttel 13 Mio. t Güter umgeschlagen, davon 10 Mio. t im Elbehafen. 2016 waren es 8,8 Mio. t im Seeverkehr und 3,2 Mio. t bei der Binnenschifffahrt.
Brunsbüttel gehört neben Stade, Wilhelmshaven und Rostock zu den Städten, die im Gespräch für ein LNG-Terminal sind, 50 Umweltverbände und Bürgerinitiativen sprechen sich dagegen aus. Der Vorteil des Standortes Brunsbüttel liegt am zunehmenden Bedarf an Kraftstoff für die Schiffe am Schnittpunkt der Bundeswasserstraßen Elbe und dem viel befahrenen Nord-Ostsee-Kanal an der Mündung zur Nordsee, des Weiteren an dem Gasbedarf im ChemCoast Park (etwa 800 Mio. m³ im Jahr) sowie der Möglichkeit der Einspeisung des regasifizierten Gases in das vorhandene Pipeline-Netz.
Auf der Funkfrequenz 156.425 MHz ist „Brunsbüttel Elbe Traffic“ (die Verkehrsüberwachung der Elbemündung von der Schleuseninsel aus) zu hören. Der Funkverkehr der Schleusen wird auf Kanal 13 (156.650 MHz) abgewickelt.
Der Hafen Brunsbüttel ist an der Hafen-Kooperation Offshore-Häfen Nordsee SH beteiligt.

### Rettungsstation der DGzRS
Seit 1987 hat die Deutsche Gesellschaft zur Rettung Schiffbrüchiger eine Rettungsstation an der Schleusenanlage zum Nord-Ostsee-Kanal für das Revier an der Elbe. Dazu liegt im Schleusenvorhafen ein Seenotrettungsboot.

### Verkehr

#### Schiffsverkehr

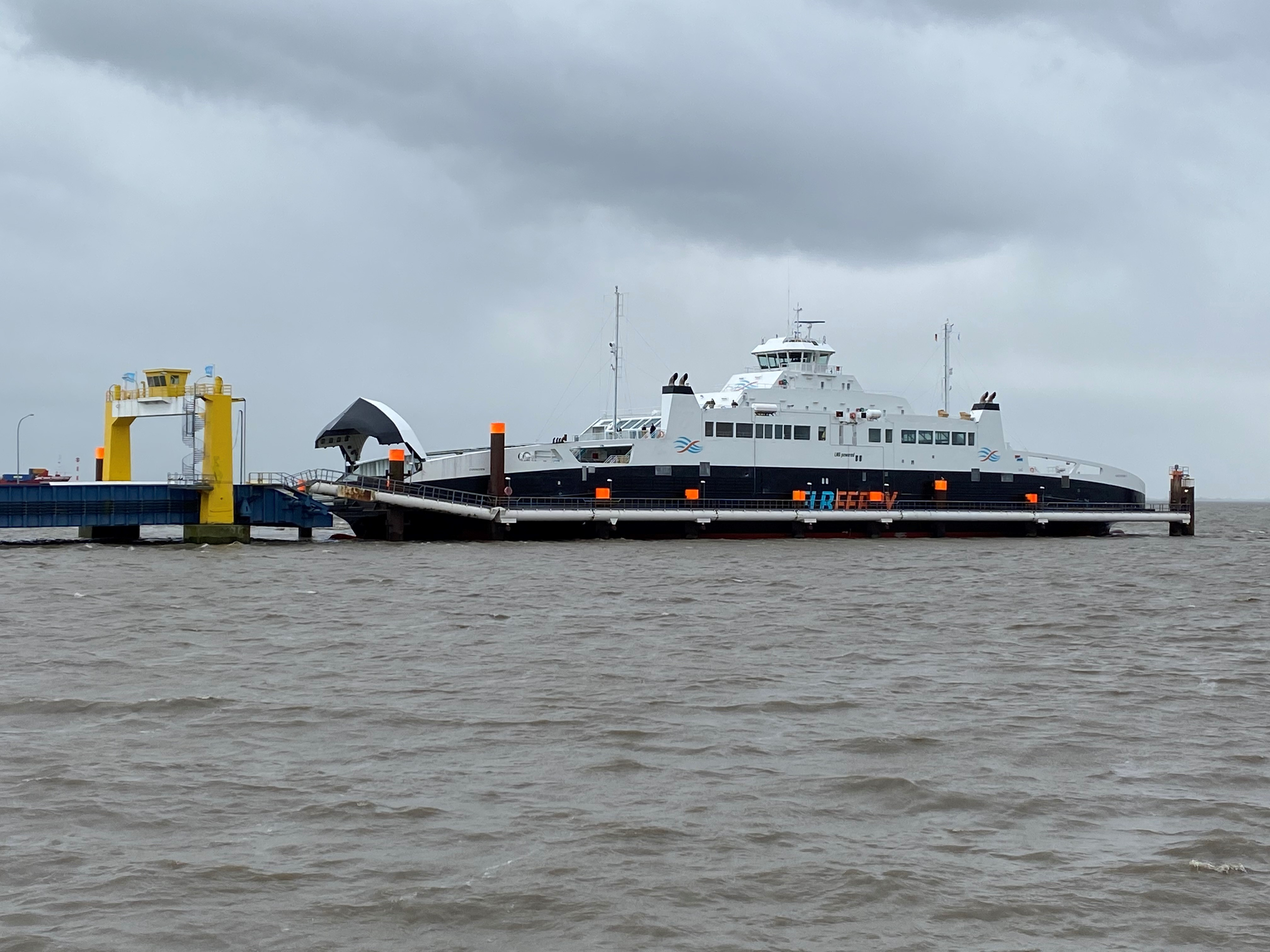
Fähre Greenferry I am Anleger Brunsbüttel

Brunsbüttel liegt an zwei großen Schifffahrtsrouten. Der gesamte Schiffsverkehr der Unterelbe zwischen Hamburg und der Nordsee sowie zwischen Hamburg und der Ostsee über Elbe und Nord-Ostsee-Kanal passiert Brunsbüttel. Sportboote können Brunsbüttel von der Ostsee über den Nord-Ostsee-Kanal, von Hamburg über die Elbe und direkt von der Nordsee anfahren und den Hafen an den Schleusen im Nord-Ostsee-Kanal anlaufen.
Als Navigationspunkte für den Schiffsverkehr auf der Elbe und für die Einfahrt in den Nord-Ostsee-Kanal befinden sich mehrere Leuchttürme auf dem Brunsbütteler Stadtgebiet. Zwei Leuchttürme als Richtfeuer für die Fahrt auf der Unterelbe von Cuxhaven in Richtung Brunsbüttel befinden sich auf der Schleuseninsel (Unterfeuer, Höhe 23,5 m) und im Ortsteil Brunsbüttel-Süd (Oberfeuer, Höhe 48,6 m). Vier Molenfeuer auf den vier Molen, die die Einfahrt zu den Kanal-Schleusen einfassen, leiten den Schiffsverkehr von der Elbe in die Kanalschleusen. Für den Bau einer fünften Schleusenkammer finden hier zurzeit Bauarbeiten statt, die Molen werden verändert.
In Brunsbüttel sind Lotsen von zwei deutschen Seelotsenbrüderschaften stationiert. Sowohl die Lotsenbrüderschaft NOK 1 als auch die Lotsenbrüderschaft Elbe nehmen von hier aus Lotsaufgaben auf der Unterelbe und auf dem Nord-Ostsee-Kanal wahr.
Vom 20. August 2015 bis zum 1. März 2017 gab es wieder eine Autofährverbindung über die Elbe nach Cuxhaven, die im Zweistundentakt mit zwei Doppelendfähren betrieben wurde. Der Fährbetrieb wurde von Mai bis Oktober 2017 mit einem Fährschiff von der Elb-Link Fährgesellschaft mbH durchgeführt. Am 1. März 2021 startete eine neue Fährverbindung mit dem mit Flüssiggas betriebenen Fährschiff Greenferry I im Dreistundentakt bei einer Fahrzeit von nur 60 Minuten, auch diese Verbindung wurde am 15. Dezember 2021 wieder eingestellt.
Innerorts verbinden zwei kostenfreie Autofähren über den Nord-Ostsee-Kanal das nordwestliche („Nordseite“) mit dem südöstlichen („Südseite“) Stadtgebiet (Fährstellen Brunsbüttel und Brunsbüttel-Ostermoor).

#### Straßenverkehr
Für Kraftfahrzeuge ist die Stadt von Norden und Südosten über die Bundesstraße 5 zu erreichen. Die nächste Autobahn, die A 23, ist 27 Kilometer entfernt. Aus dem westlichen Niedersachsen kann Brunsbüttel auch über die 25 Kilometer entfernte Elbfähre Glückstadt–Wischhafen und von dort über die Bundesstraße 431 und Kreisstraßen erreicht werden.
Per Fahrrad ist Brunsbüttel unter anderem über den Elberadweg, der hier mit dem Nordseeküsten-Radweg zusammenfällt, und entlang des Nord-Ostsee-Kanals zu erreichen.
Brunsbüttel ist über verschiedene Buslinien zu erreichen, die wichtigste hiervon ist der Schnellbus der Linie 6600, der stündlich direkt nach Itzehoe fährt und dort Anschlüsse zu den Zügen in Richtung Hamburg ermöglicht.

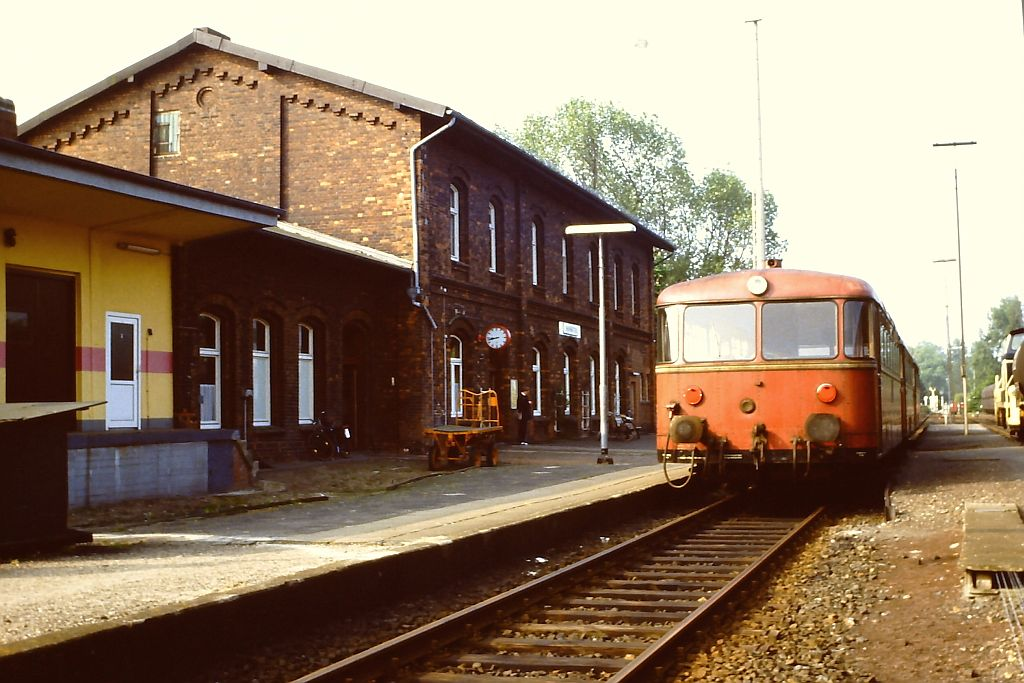
Schienenbus Baureihe 798 im Bahnhof Brunsbüttel Süd 1986

#### Eisenbahnverkehr
Der Bahnhof St. Michaelisdonn der Eisenbahnstrecke Hamburg–Westerland ist zwölf Kilometer entfernt. Zwei Eisenbahn-Verbindungen von Brunsbüttel nach St. Michaelisdonn und nach Wilster dienen heute ausschließlich dem Güterverkehr. Den Personenverkehr auf der Bahnstrecke Wilster–Brunsbüttel stellte die Deutsche Bundesbahn zum 27. Mai 1988 ein. Das Bahnhofsgebäude und auch die Gleisanlagen des ehemaligen Personenbahnhofs nutzt sie weiterhin. Ein zweigleisiger Ausbau und eine Elektrifizierung der Strecke ist in den Bundesverkehrswegeplan 2030 der Bundesregierung mit dem Status potentieller Bedarf aufgenommen worden.

#### Flugverkehr
Der Verkehrslandeplatz St. Michaelisdonn (Lage) des Dithmarscher Luftsportvereins steht sowohl dem privaten als auch dem gewerblichen Luftverkehr zur Verfügung.

### Gemeinschaftskraftwerksprojekt von GETEC
Das Energieberatungsunternehmen GETEC Energie AG plant seit 2007 den Bau eines Steinkohlekraftwerks mit einer elektrischen Leistung von ca. 800 Megawatt und einem Wirkungsgrad von 46 Prozent auf dem Ostgelände des Covestro Industrieparks Brunsbüttel. Für den Standort im östlichen Bereich des gemeindegebietsübergreifenden Industrieparks in der Nachbargemeinde Büttel liegt ein Bebauungsplan vor. Die zu verfeuernde Steinkohle soll über den Hafenanschluss des Industrieparks beschafft werden, die Elbe könnte zur Direktwasserkühlung genutzt werden. GETEC hat nach eigenen Angaben im Dezember 2007 den immissionsschutzrechtlichen Genehmigungsantrag gestellt und suchte nach Projektpartnern für das Gemeinschaftskraftwerk. Der Baubeginn war ursprünglich für 2009, die Inbetriebnahme für 2012/2013 vorgesehen. Es kann jedoch seit Jahren kein Projektfortschritt beobachtet werden. Die Genehmigungsunterlagen wurden noch nicht eingereicht.

### Luftmessung

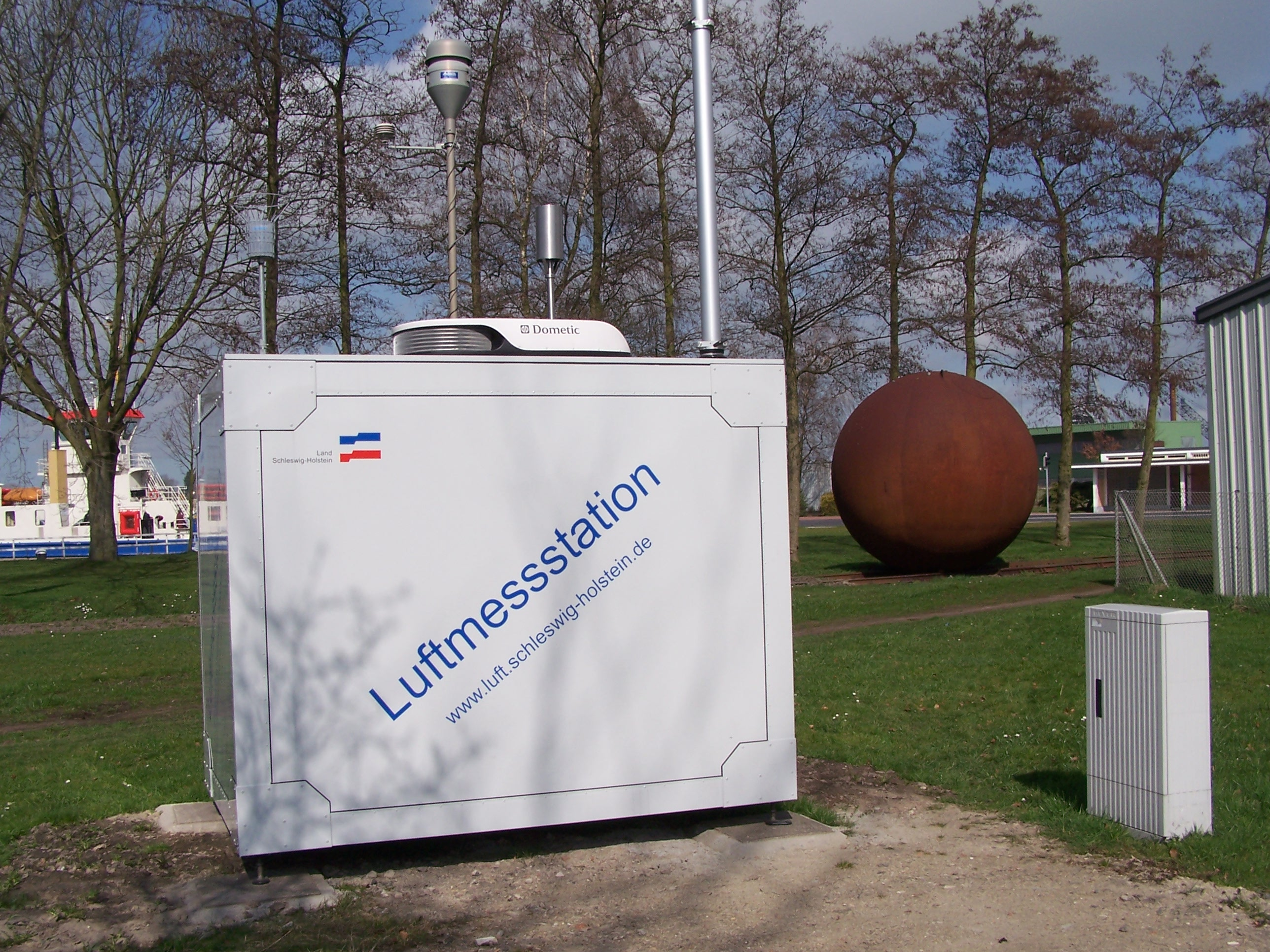
Luftmessstation Cuxhavener Straße, im Hintergrund ein Werk von Diethelm Koch

Brunsbüttel ist Standort einer automatischen Messstation zur Überwachung der Luft auf Schadstoffe, wie Ozon, Stickstoffdioxid und Feinstaub gemäß Luftüberwachungsauftrag im Bundes-Immissionsschutzgesetz. Die Messwerte der Luftmessstation DESH035 in der Cuxhavener Straße können über die Webpräsenz des Landes Schleswig-Holstein abgerufen werden.

### Ansässige Unternehmen
- TotalEnergies Bitumen Deutschland GmbH, Chemie, ehemals elf bitumen
- Brunsbüttel Ports GmbH, Hafenbetreiber
- Covestro AG, Chemie, ehemals Bayer
- Kernkraftwerk Brunsbüttel, ehemals Energie
- Gasturbinenkraftwerk Brunsbüttel, Energie, von Vattenfall betrieben
- Lanxess AG, Chemie
- Sasol Germany GmbH, Chemie, ehemals Condea

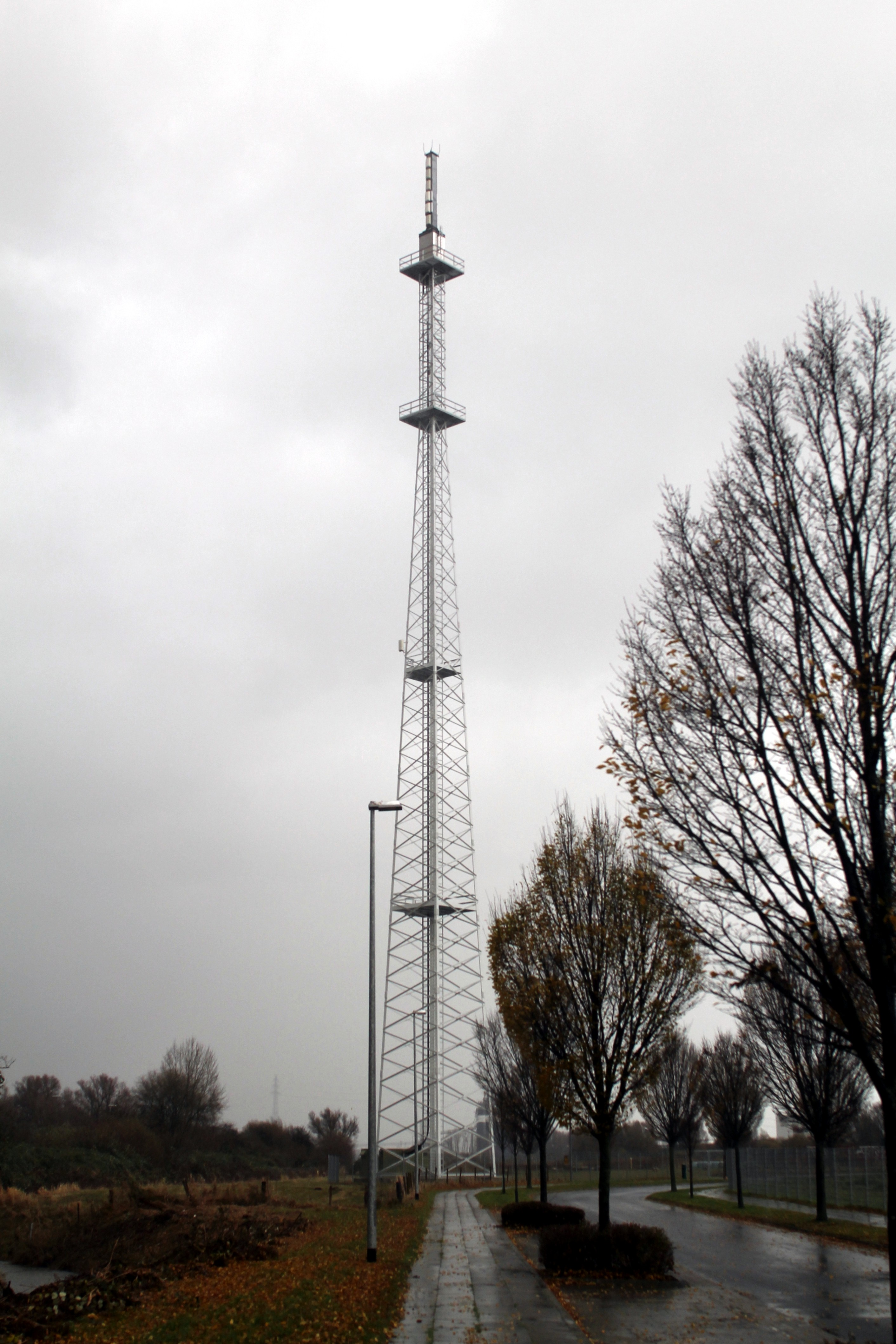
DVB-T Sendeturm Brunsbüttel

- Yara-Werk Brunsbüttel, Chemie
- Reederei Erwin Strahlmann GmbH

### Medien
Lokale Tageszeitung ist die als Brunsbütteler Zeitung herausgegebene und mit einem erhöhten Anteil an lokalen Berichten erscheinende Dithmarscher Landeszeitung.
Brunsbüttel ist Standort eines Sendeturms für DVB-T, der 2009 errichtet wurde. Der Fernsehsenderstandort Brunsbüttel hatte keinen analogen Vorgänger.

### Bildung und Kinderbetreuung

#### Schulen
Schülerzahlen aus dem Schuljahr 2022/2023
- Boy-Lornsen-Grundschule, Schulstraße 2–4, ehemals Grundschule Nord (303 Schüler in 13 Klassen)
- Grundschule West, Sackstraße 14 (165 Schüler in 8 Klassen), ab Schuljahr 2022/23 Schließung, Abriss und Neubau (Schulbetrieb in den Räumen der ehemaligen Boje-Realschule)
- Schleusen-Gemeinschaftsschule Brunsbüttel mit Förderzentrum Dithmarschen-Süd,
Neubau, Aufnahme des Schulbetriebes im Schuljahr 2018/2019
Bildungszentrum Kopernikusstraße 5–7 (411 Schüler in 18 Klassen)
- Gymnasium Brunsbüttel, Bildungszentrum Kopernikusstraße 1 (635 Schüler in 27 Klassen)

- Ehemalige Schulen
  - Die Grundschule Süd (Jahnstraße 3) wurde 2008 wegen stark gesunkener Schülerzahlen geschlossen.
In einigen Räumen dieses Gebäudes befindet sich seit 2001 (mit Erweiterungen 2005 und 2008) das Brunsbütteler Stadtarchiv.
  - Hauptschule Brunsbüttel (Bojestraße 30, vormals Kopernikusstraße 1)
  - Regionalschule Brunsbüttel (ehemals Boje-Realschule, Bojestraße 30)
  - Gemeinschaftsschule Brunsbüttel (Bojestraße 30) hervorgegangen aus Boje-Realschule und Hauptschule Brunsbüttel
 (Schließung des Standortes Bojestraße am Ende des Schuljahres 2017/2018),
ab Schuljahr 2022/23 vorübergehende Unterbringung der Grundschule West wegen Neubau
  - Außenstelle des Berufsbildungszentrum (BBZ) Dithmarschen (Festgestraße 11)
  - Pestalozzischule Brunsbüttel/Förderzentrum Dithmarschen-Süd (Geschwister-Scholl-Weg 2)
Schließung des Standortes Pestalozzi-Schule im Geschwister-Scholl-Weg im August 2018
 Ab Schuljahr 2018/19 in den Neubau der Schleusen-Gemeinschaftsschule integriert

#### Kinderbetreuung
- Evangelische Kindertagesstätte Paulus Süd (im Gebäude der ehemaligen Grundschule Süd, Jahnstraße 3)
- Evangelische Kindertagesstätte Paulus Nord, Memeler Straße 1a
- Evangelische Kindertagesstätte Jakobus, Süderstraße 5
- Evangelisches Familienzentrum Noahs Arche mit Krippe Kleine Arche, Albert-Schweitzer-Straße 2–4
- Städtische Kindertagesstätte Schatzkiste (im Gebäude des ehemaligen Förderzentrums Dithmarschen-Süd, Geschwister-Scholl-Weg 2), ab August 2019
- Städtische Kindertagesstätte Kleiner Anker (ehemals Spatzennest, Namensänderung 2020), Am Freizeitbad 1
- Städtische Kindertagesstätte Löwenzahn, Töpferstraße 4
- Offene Ganztagsbetreuung an der Boy-Lornsen-Grundschule, Schulstraße 2–4
- Offene Ganztagsbetreuung an der Schleusen-Gemeinschaftsschule, Kopernikusstraße 5–7

- Ehemalige Einrichtungen
  - Städtischer Kindergarten Rappelkiste im Mehrgenerationenhaus (Schulstraße 2–4): Schließung des Standortes im Juli 2019 (Weiterführung der Gruppen durch die neue Kita Schatzkiste)

#### Sonstige Bildungseinrichtungen
- Volkshochschule Brunsbüttel e. V. (Max-Planck-Straße 9–11)
- Stadtbücherei (Bildungszentrum Kopernikusstraße 1)
- Mehrgenerationenhaus, Bojestraße (ab 2019 in den Räumen der ehemaligen Boje-Gemeinschaftsschule)

Schulen in Brunsbüttel
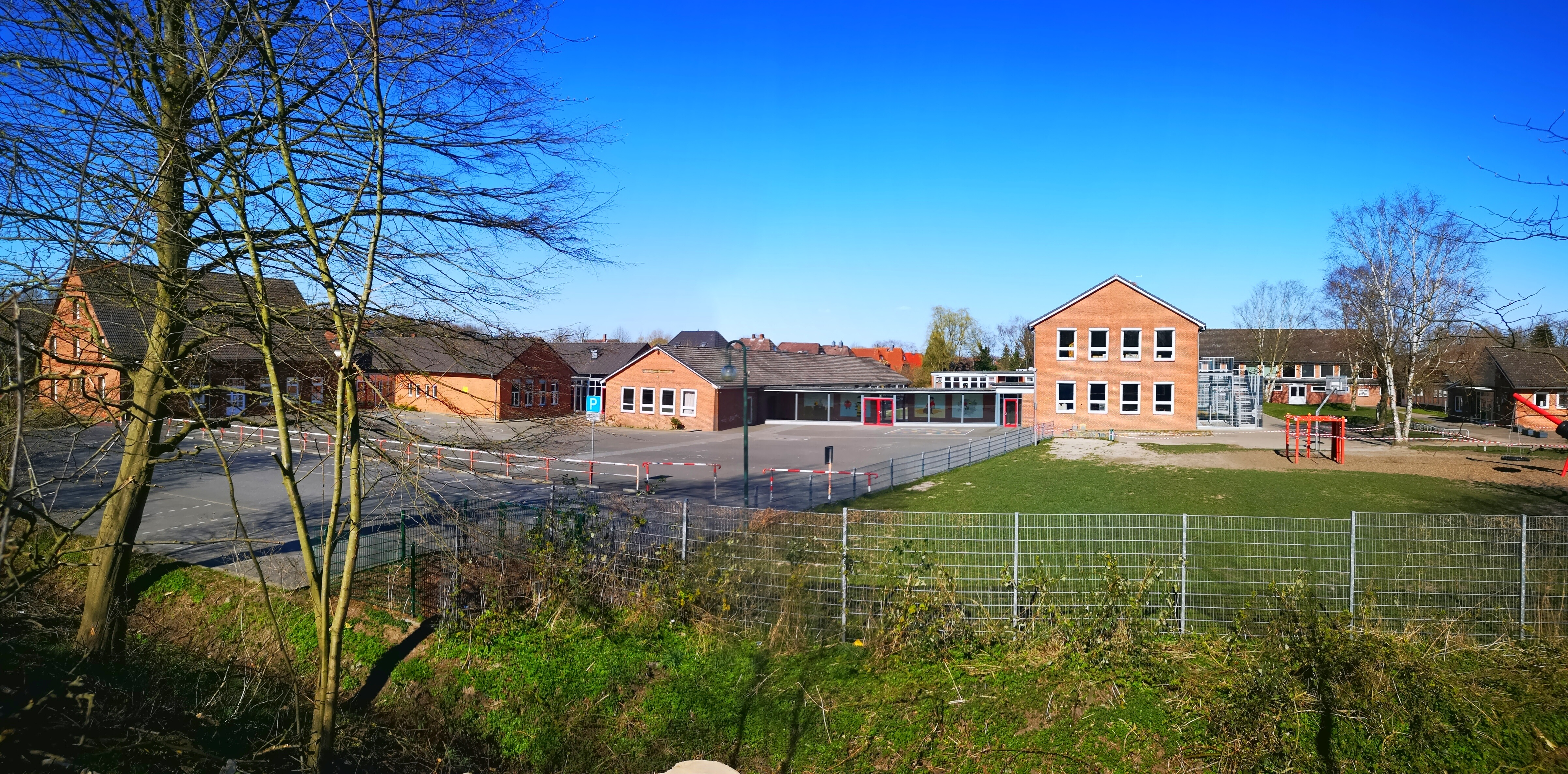
Boy-Lornsen-Grundschule (Hofansicht)
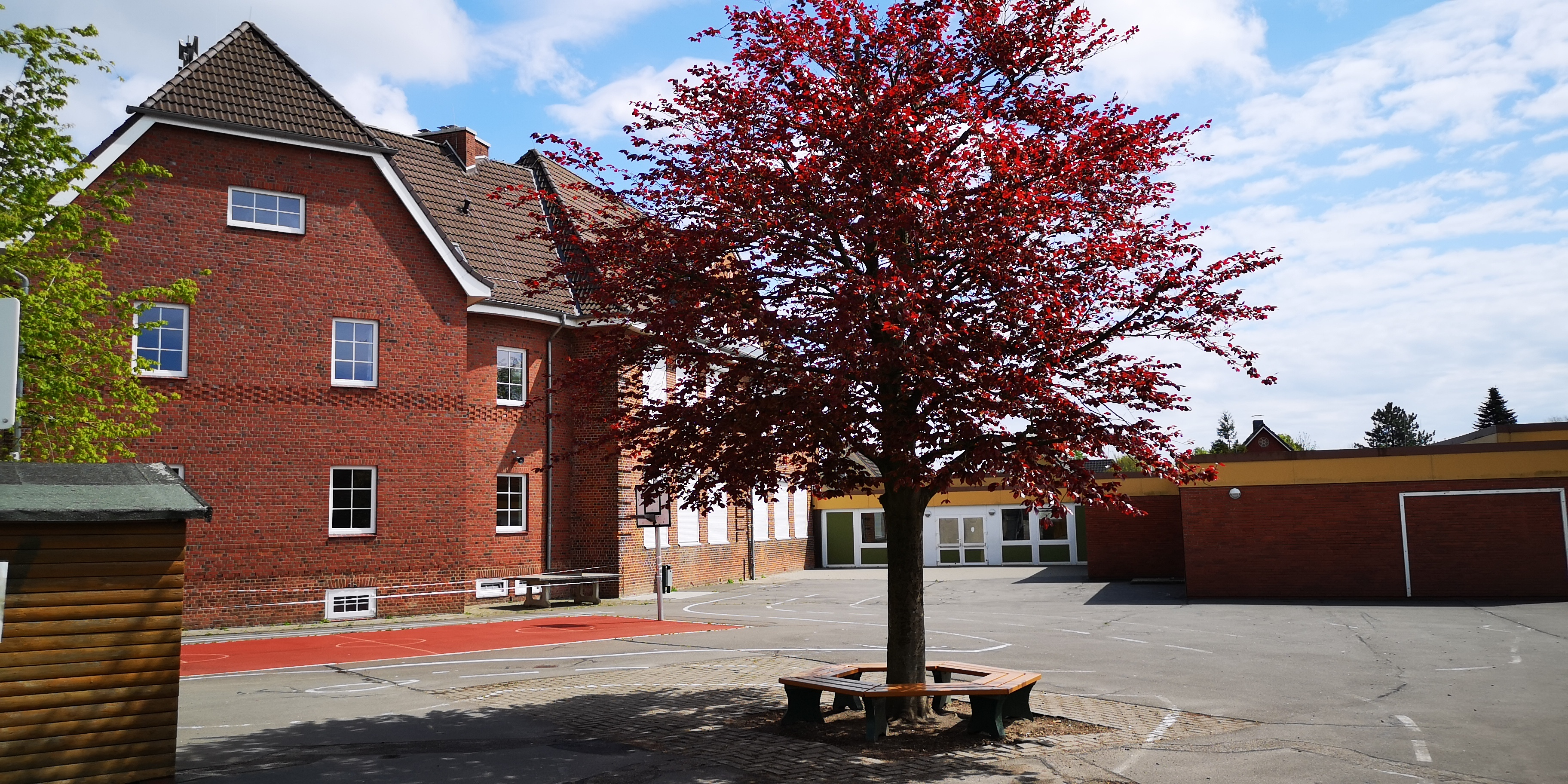
Grundschule West/Ansicht von der Süderstraße
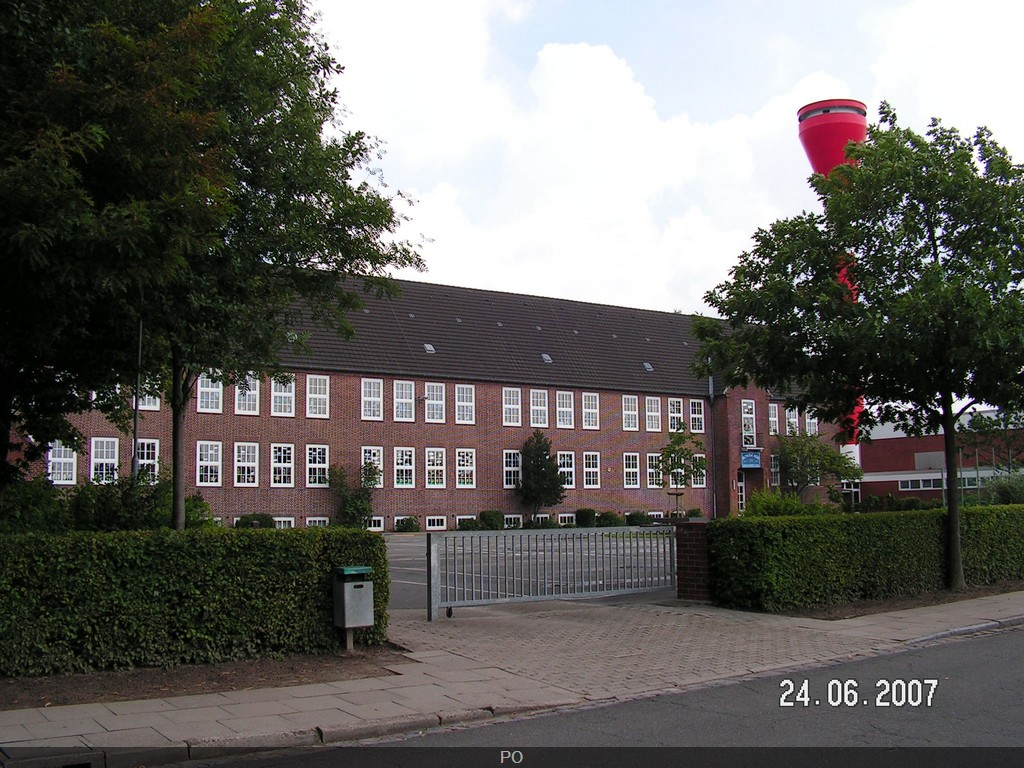
Ehemalige Grundschule Süd (2008 geschlossen)
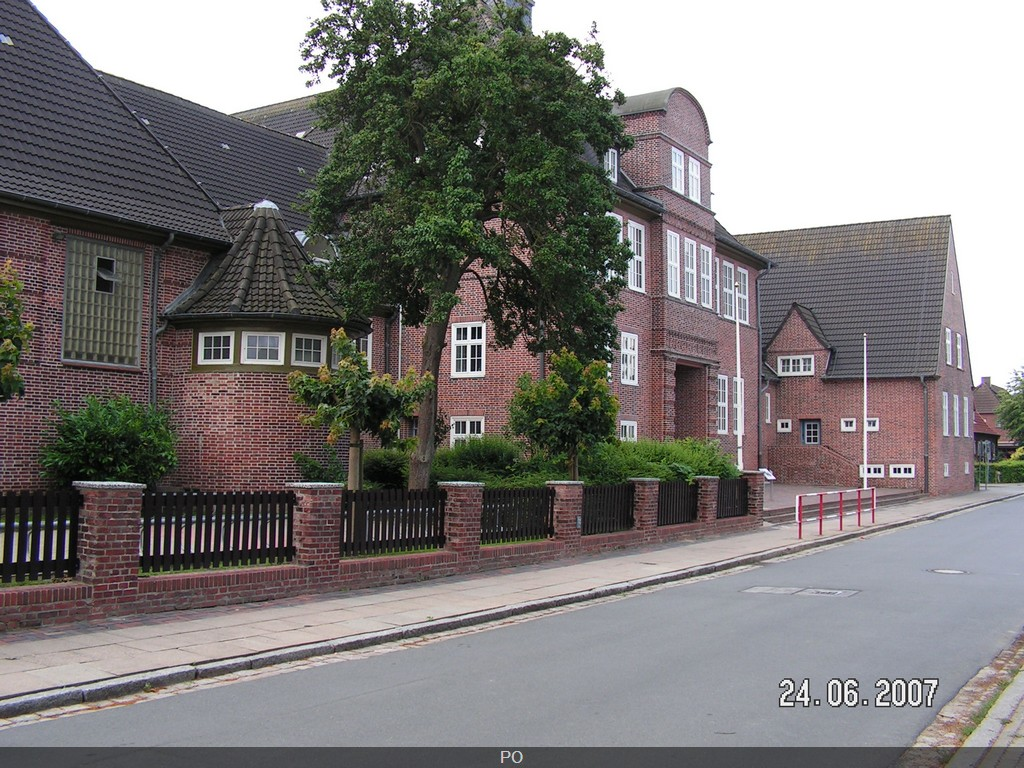
Ehemalige Boje-Realschule (Schließung des Standortes August 2018)
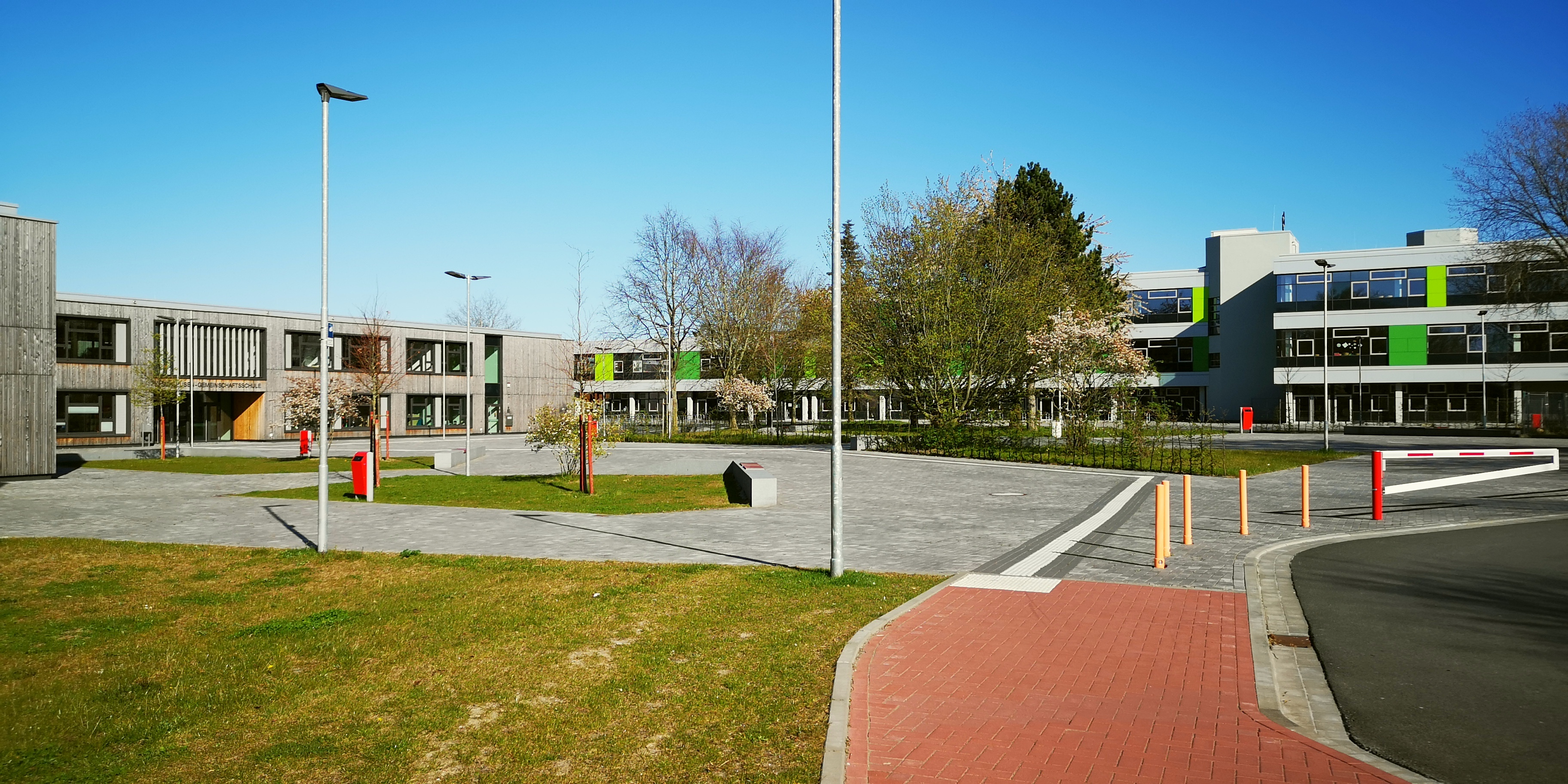
Bildungszentrum 2020 (Gemeinschaftsschule (links), Gymnasium (rechts))
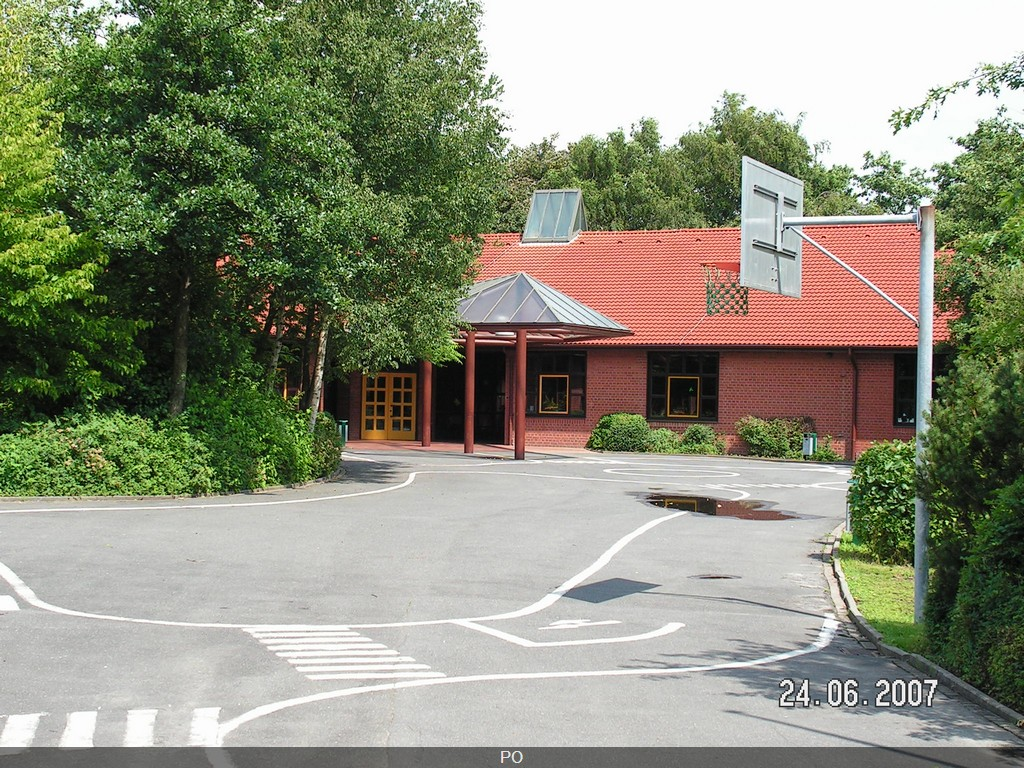
Ehemalige Pestalozzischule Förderzentrum Dithmarschen-Süd (Schließung des Standortes August 2018)
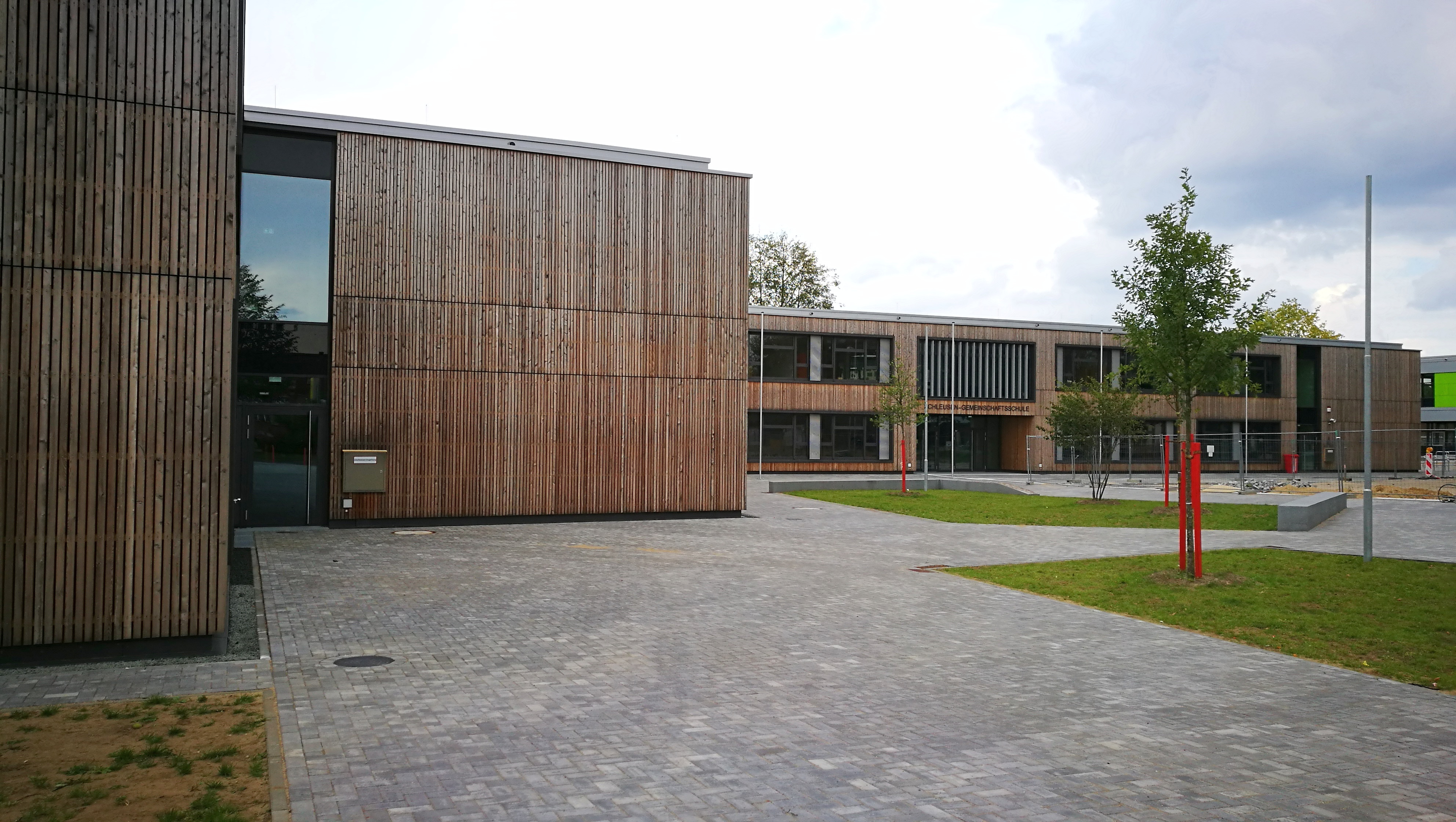
Schleusen-Gemeinschaftsschule (Neubau 2018)
Gymnasium (2020 nach Sanierung)

### Kirchen und kirchliche Einrichtungen
- Evangelisch-lutherisch
  - Jakobuskirche (Markt 12)
  - Pauluskirche (Kautzstraße 11)
  - Gemeinschaft in der Landeskirche (Paulus-Gemeindezentrum, Kautzstraße 11)
  - Seemannsmission Brunsbüttel der Deutschen Seemannsmission Westküste e. V. (Kanalstraße 8a–10)

Die evangelisch-lutherische Kirchengemeinde Brunsbüttel unterhält zwei Kirchen: die 1915 geweihte Pauluskirche an der Kautzstraße und die Jakobuskirche im historischen Ortskern am Markt. Letztere wurde zuletzt 1726 geweiht, nachdem sie durch Brände zerstört und neu aufgebaut worden war.
- Römisch-katholisch
  - Maria Meeresstern (Bojestraße 36)

Die Kapelle Maria Meeresstern wurde 1930 errichtet und war bis 2021 der Pfarrgemeinde St. Ansgar in Itzehoe zugeordnet. Sie ist jetzt Bestandteil der Pfarrei St. Nikolaus in Itzehoe.
- Friedhöfe
  - Paulusfriedhof (Wurtleutetweute 35)
  - Jakobusfriedhof (Deichstraße 8)

Kirchen und Friedhöfe in Brunsbüttel
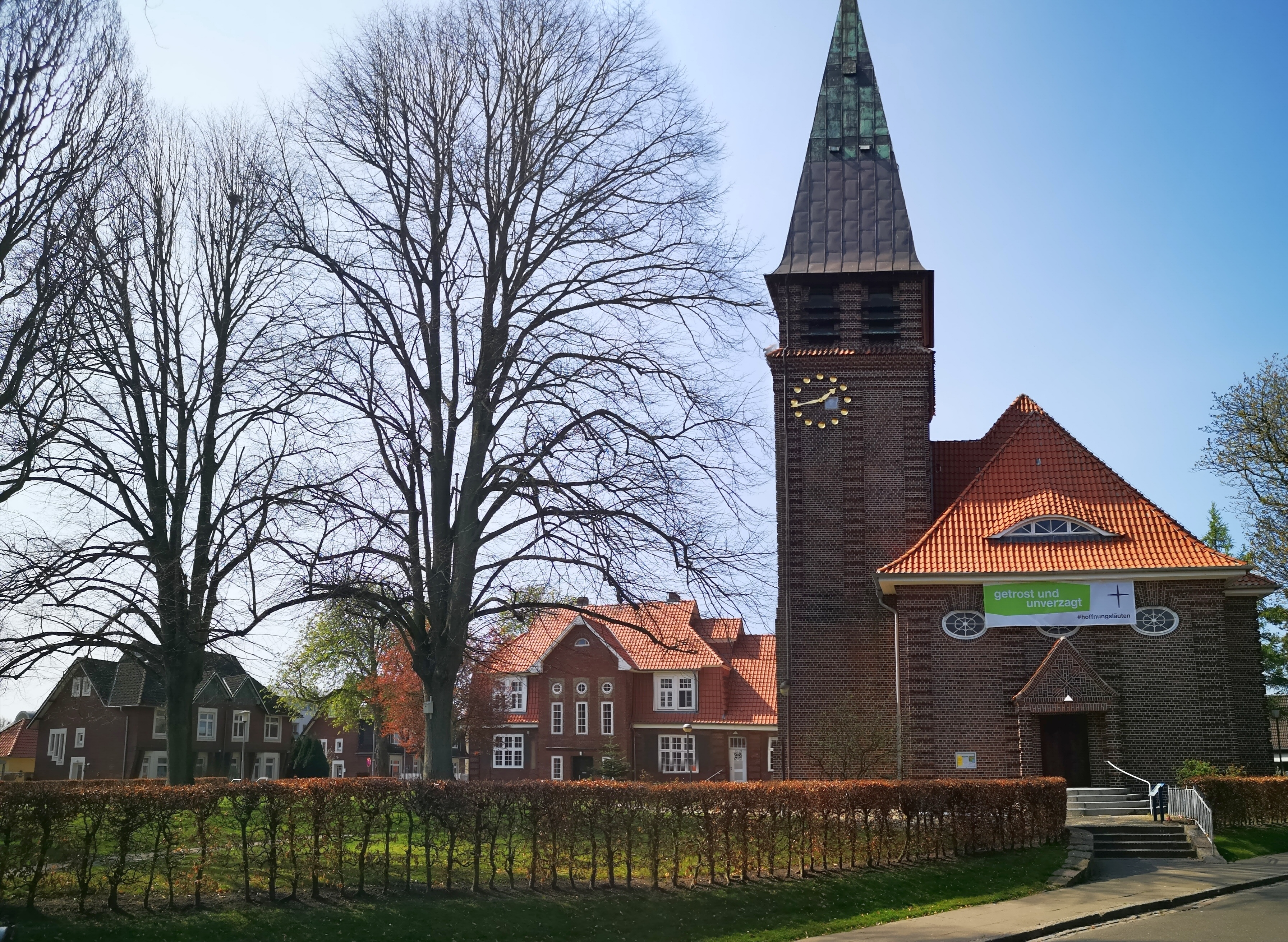
Pauluskirche
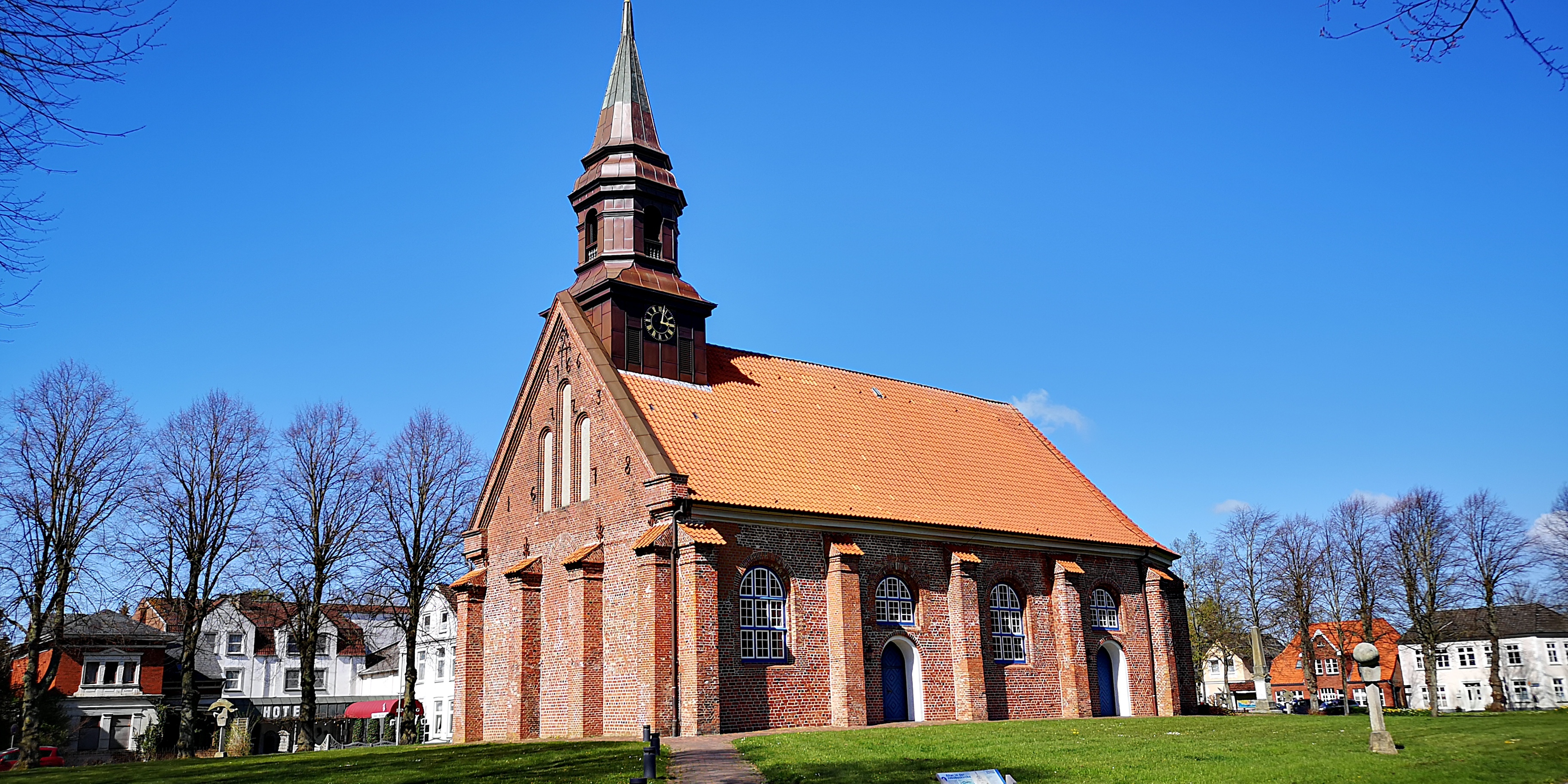
Jakobuskirche
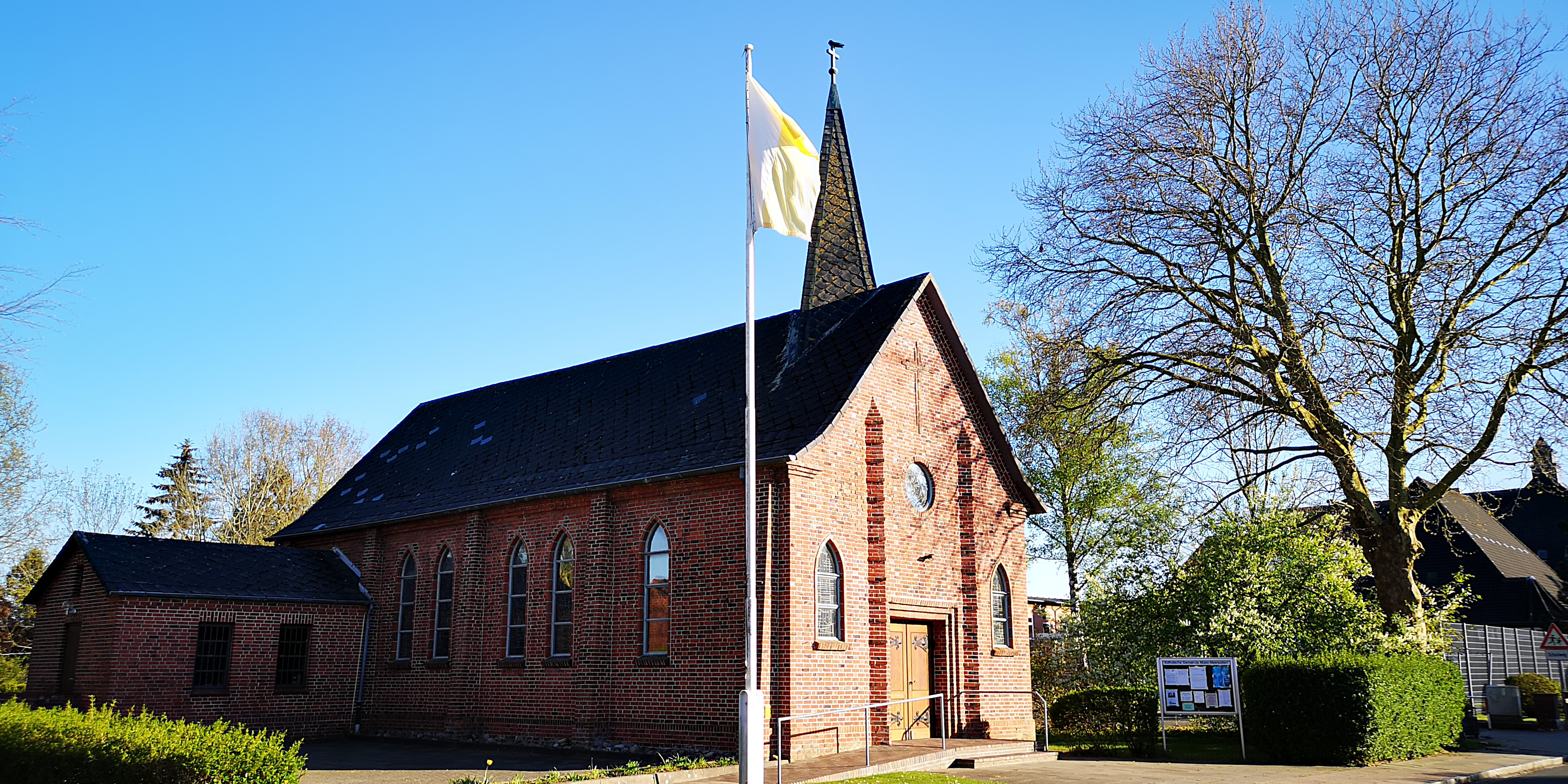
Maria Meeresstern
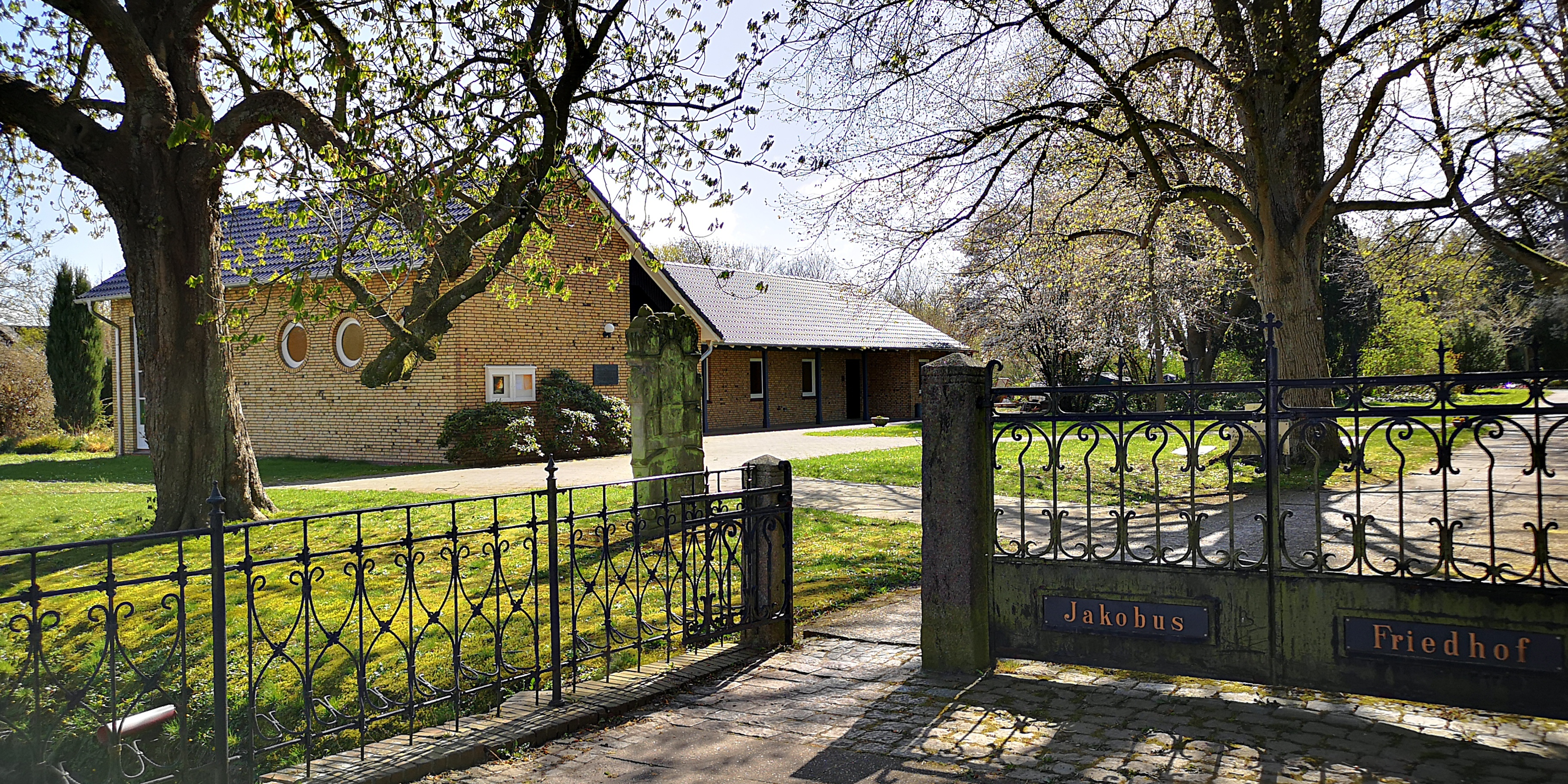
Eingang zum Jakobusfriedhof
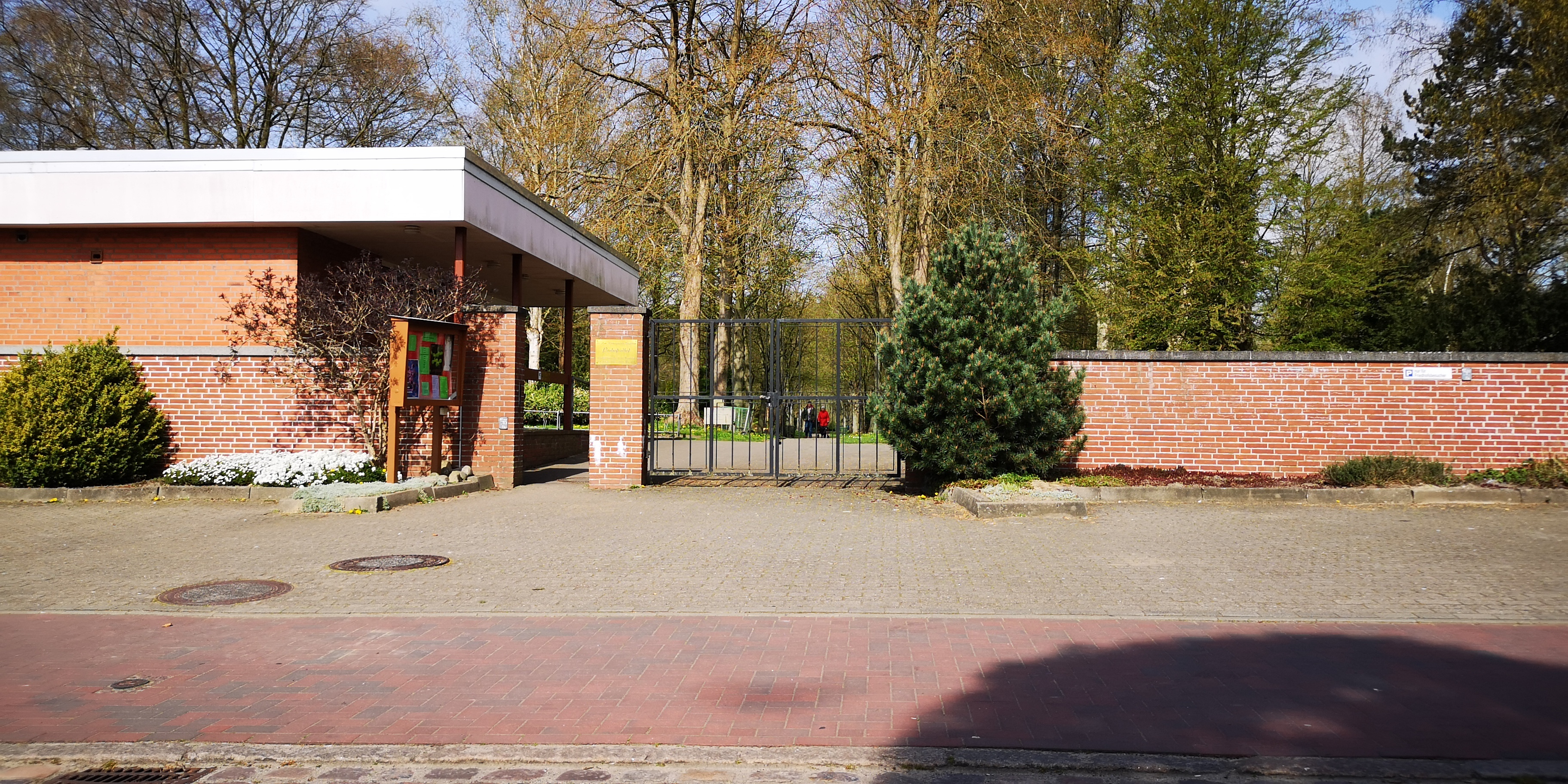
Eingang zum Paulusfriedhof

## Persönlichkeiten

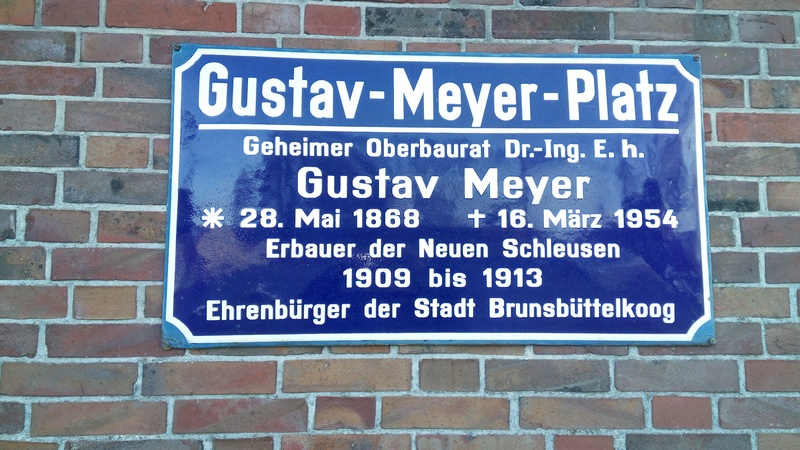
Gedenktafel am Gustav-Meyer-Platz

### Ehrenbürger
- Gustav Meyer (1868–1954) war mit dem Ausbau der neuen Schleusen betraut.
- Ernst Tange († 2018) war von 1981 bis 1999 Bürgermeister der Stadt.
- Wilfried Hansen war von 1999 bis 2011 Bürgermeister der Stadt.

### Söhne und Töchter der Stadt
- Lambert (I) Alardus (1602–1672), lutherischer Theologe
- Johann Nolto (1638–1711), Arzt und Stadtphysicus in Lübeck
- Emil Bruhn (1860–1940), evangelischer Pastor und Heimatschriftsteller
- Hermann Hadenfeldt (1872–1961), deutschnationaler Politiker und ehemaliger Bürgermeister der Städte Delmenhorst und Heide
- Emil Hecker (1897–1989), Schriftsteller und Heimatdichter
- Karl Schütte (1898–1974), Astronom und Hochschulprofessor
- Peter Carstens (1903–1945), Tierzuchtgenetiker und SS-Oberführer
- Willi Steinhörster (1908–1978), Politiker (SPD)
- Uwe Witt (1939–2025), Fußballspieler
- Wilhelm Malerius (1945–2025), Politiker (SPD)
- Manfred Sickmann (* 1946), Politiker (SPD)
- Ellen Paschke (* 1947), Gewerkschafterin und Mitglied des ver.di-Bundesvorstandes
- Michael Goetze (* 1948), Comiczeichner
- Horst Wohlers (* 1949), Fußballtrainer und ehemaliger Fußballspieler
- Dirk Busch (* 1951), Musiker
- Gert-Peter Reichert (1955–2001), Künstler
- Jens Magnussen (* 1956), Politiker (CDU)
- Dirk Lornsen (* 1957), Jugendbuchautor
- Norbert Claussen (* 1958), Politiker (CDU) und ehemaliger Oberbürgermeister von Schwerin
- Stefan Mohrdieck (* 1967), Verwaltungsbeamter/Bürgermeister der Stadt Brunsbüttel 2011–2018
- Björn Nagel (* 1978), Springreiter
- Oliver Kumbartzky (* 1981), Politiker (FDP) und schleswig-holsteinischer Landtagsabgeordneter
- Jennifer Oeser (* 1983), Leichtathletin
- Timon Ballenberger (* 1992), Schauspieler

### Mit Brunsbüttel verbunden
- Willi H. Lippert (* 1898 in Rathenow; † 1981 in Brunsbüttel), Künstler; lebte und arbeitete bis zu seinem Tod in Brunsbüttel.
- Boy Lornsen (* 1922 in Keitum auf Sylt; † 1995 ebenda), Bildhauer und Schriftsteller; besaß in der Wurtleutetweute eine Steinbildhauerwerkstatt.
- Hein Hoop (* 1927 in Gråsten, Dänemark; † 1986 in Büttel-Eck), „Erfinder“ der Wattenkunst und der Wattolümpiade
- Dietrich Austermann (* 1941 in Berlin), Politiker (CDU); ehemaliger Bürgermeister der Stadt
- Ulrike Rodust (* 1949 in Quakenbrück), Politikerin (SPD); ehemaliges Ratsmitglied der Stadt
- Jens Rusch (* 1950 in Neufeld), Künstler; lebt und arbeitet in Brunsbüttel.
- Roger Schmidt (* 1959 in Bendorf), Karikaturist und Cartoonist; lebt und arbeitet in Brunsbüttel.
- Karen Duve (* 1961 in Hamburg), Autorin; lebte und arbeitete im Stadtteil Blangenmoor.
- Klaus Florian Vogt (* 1970 in Heide/Holstein), jugendlicher Heldentenor; lebt in der Stadt.
- Christian Rickens (* 1971 in?), Journalist und Schriftsteller; wuchs hier auf.
- Susanne Gärtner (* 1974 in Marne), Schauspielerin; besuchte das Brunsbütteler Gymnasium.
- Jörg Thieme (* 1978 in Wuppertal), ehemaliger Amateurboxer; wuchs hier auf.
- Christoph Weiherer (* 1980 in Burghausen) ist ein bayerischer Liedermacher; singt einen seiner bekanntesten Songs über die PLZ von Brunsbüttel.